# حاجی‌آباد (زبرخان)
روستای حاجی‌آباد از توابع شهرستان زبرخان، جزو بخش مرکزی بوده و در دهستان زبرخان و در ۲۶ کیلومتری شرق نیشابور و ۹۴ کیلومتری غرب مشهد در مسیر بزرگراه مشهد به تهران واقع شده‌است. روستا از شمال به روستای حریم‌آباد و از شمال شرق به روستای باغشن،از شرق به روستای قره‌داش ،از جنوب به اسحق‌آباد،از غرب به کاریزنو و از جنوب غرب به دولت‌آباد محدود است.
فاصله حاجی‌آباد تا مرکز شهرستان یعنی شهر قدمگاه حدود ۳ کیلومتر است. از نظر وسعت روستا تقریباً ۹ کیلومتر طول از شمال به جنوب و حدود ۲ کیلومتر عرض از شرق به غرب را دارد. یعنی حدود ۱۸۰۰ هکتار مساحت دارد که شامل زمین‌های زراعی، زمین‌های بایر (که در دست جنگلبانی می‌باشد) و زمین‌های مسکونی می‌باشد. ضمناً جاده قدیم مشهد به نیشابور در قسمت شمالی روستا واقع شده؛ که حدود 800 متر از روستا فاصله دارد و مسیر ماشین‌های نیشابور و حومه و قدمگاه می‌باشد.
طبق سرشماری عمومی نفوس و مسکن (۱۳۹۵) جمعیت خانوار روستای حاجی‌آباد 509 و تعداد 1637 نفر در این روستا ساکن هستند که از این تعداد، 840 نفر مرد و 797 نفر زن هستند.

آرامستان روستا در موقعیت جنوب غرب روستا واقع شده‌است. همچنین آستان مبارک امامزاده سلطان سیدحبیب از نوادگان امام موسی کاظم(ع) در همین موقعیت واقع شده است.
شغل عمده مردان روستا کشاورزی و دامداری است. همچنین زنان روستا به  هنر قالی‌بافی مشغول هستند. روستای حاجی‌آباد زبرخان دارای 2 نانوایی است که یکی در شمال روستا و دیگری در جنوب روستا واقع شده است. همچنین روستا دارای یک مرکز مخابرات، یک خانه بهداشت، و مدرسه دخترانه و پسرانه است که تا پایان مقطع متوسطه اول خدمات می‌دهد. پسران و دختران روستا برای گذراندن مقطع متوسطه دوم در مدارس قدمگاه ثبت‌نام می‌کنند.

روستای حاجی‌آباد زبرخان 11 شهید دارد.

## تاریخچه روستا
پيدايش روستاي حاجي‌آباد به حدود 150 سال پيش بر‌مي‌گردد ظاهرا علت نامگذاري حاجی‌آباد براي روستا هم اين بوده كه اولين كسي كه در پيدايش روستا نقش مهمي داشت فردي بود به نام حاجي علي محمد كه اصالتاً از تهران بوده و چون حاجي بوده و ایشان اين روستا را آباد كرد لذا به اين محل حاجي‌آباد گفتند.
در ابتداي تشكيل روستا جمعيت آن حدود 4 خانوار بود كه بعدها به مرور زمان بر تعداد اهالي اضافه شد چون در آن زمان‌ها رسم اينگونه بوده كه روستاها بين افراد خريد و فروش‌ مي‌شد لذا بعد از اينكه 35 سال حاج علي محمد در حاجي‌آباد به كشت و كار پرداخت و زراعت كرد فردي به نام حاجي دستمالچي روستا را از حاجي علي محمد خريداري نمود و به تملك خود در آورد و اين وضع حدود 40 سال طول كشيد و روستا در اختيار حاجي دستمالچي بود تا اينكه پس از مرگ ايشان زمين‌ها بين دو وارث ايشان دو دختر حاجي دستمالچي تقسيم گرديد و چون يكي از دخترها از نظر پزشکی  مشكل داشت لذا روستا به يكي از دامادهاي حاجي دستمالچي به نام حاج ميرزا عبداله واگذار گرديد كه سهم دختر ديگر حاجي دستمالچي را به صورت اجاره بها پرداخت مي‌كرد. اين وضع هم حدود 40سال ادامه داشت تا اينكه پس از مرگ حاج ميرزا عبداله روستا بين نوه‌هاي حاجي دستمالچي تقسيم گرديد و اين وضع ادامه یافت تا سال 1341 كه اصلاحات ارضی صورت گرفت و زمين‌ها بين كشاورزان و مالكين تقسيم گرديد.

## امامزاده سلطان سید حبیب حاجی‌آباد
امامزاده روستا كه در فاصله ۵۰۰متری جنوب غرب روستا و در مل آرامستان عمومی روستا واقع است به نام امامزاده"سلطان سيد حبيب بن موسي بن جعفر(ع)" از نوادگان امام موسی کاظم(ع) شناخته می‌شود.اين محل كه به تازگي ساختمان جديد آن احداث گرديده مورد توجه خاص اهالي روستا و روستاهاي همجوار مي باشد به‌طوری كه در روزهاي تعطيل بخصوص در فصل تابستان، نذر كنندگان با دعوت كردن مهمانان خود به امامزاده و پذيرايي از آنان در این مكان مقدس و زائر سرای آن نذر خود را ادا مي كنند.

نمایی از آرامستان روستااز پشت بام امامزاده سلطان سید حبیب
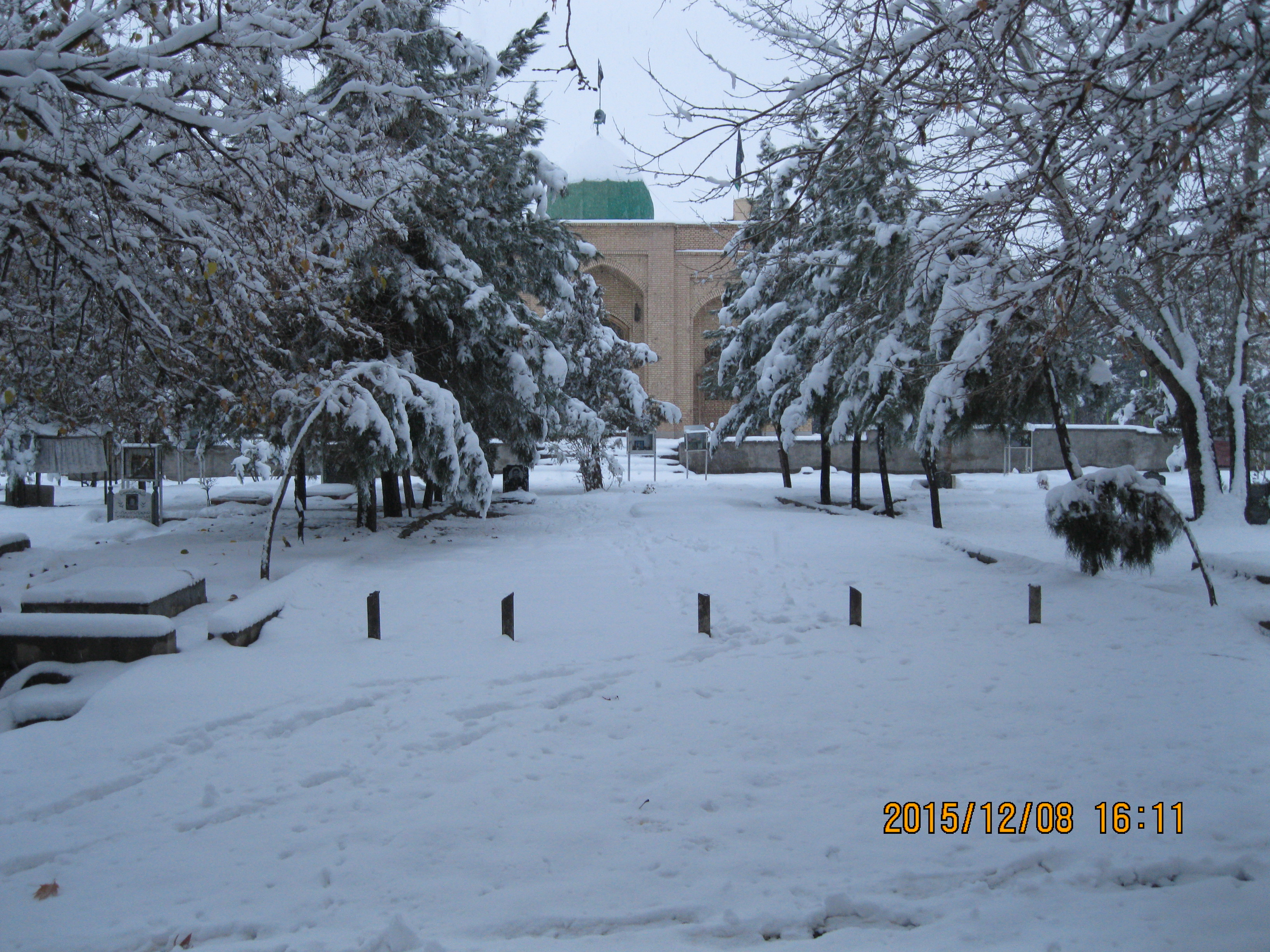
امامزاده سلطان سید حبیب حاجی‌آباد در یک روز برفی
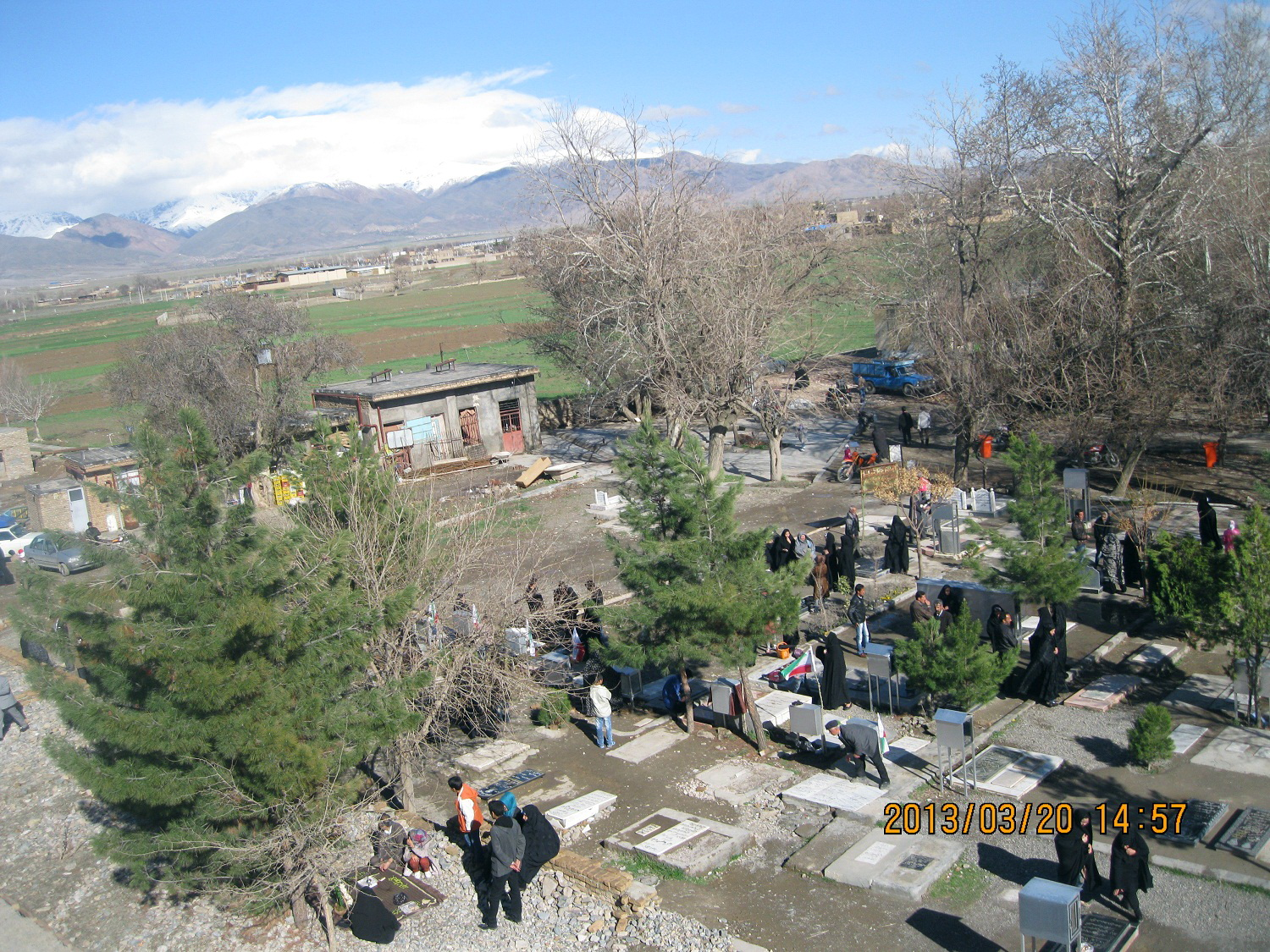
آرامستان امامزاده حاجی‌آباد زبرخان
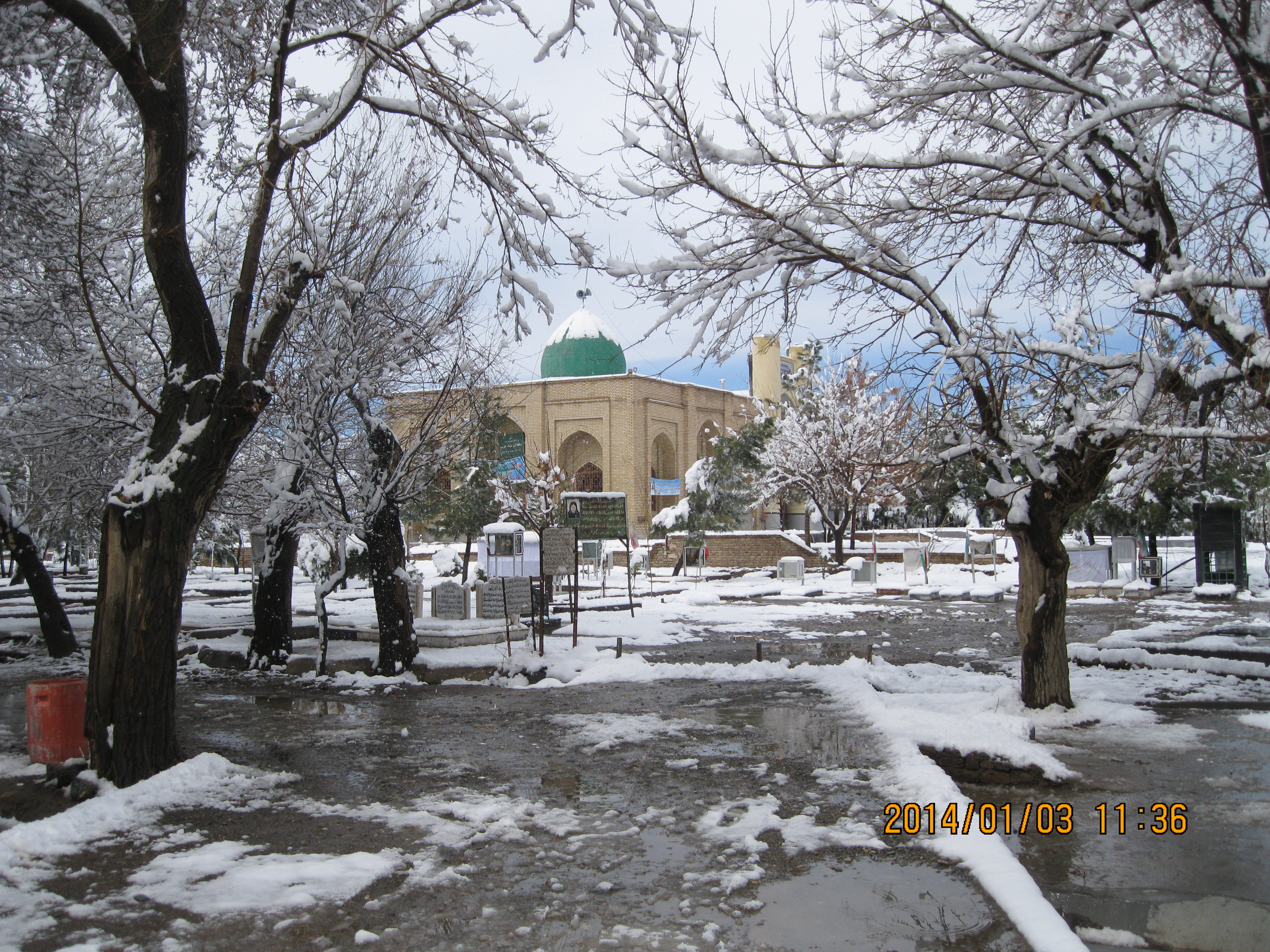
امامزاده سلطان سید حبیب حاجی‌آباد در یک روز برفی
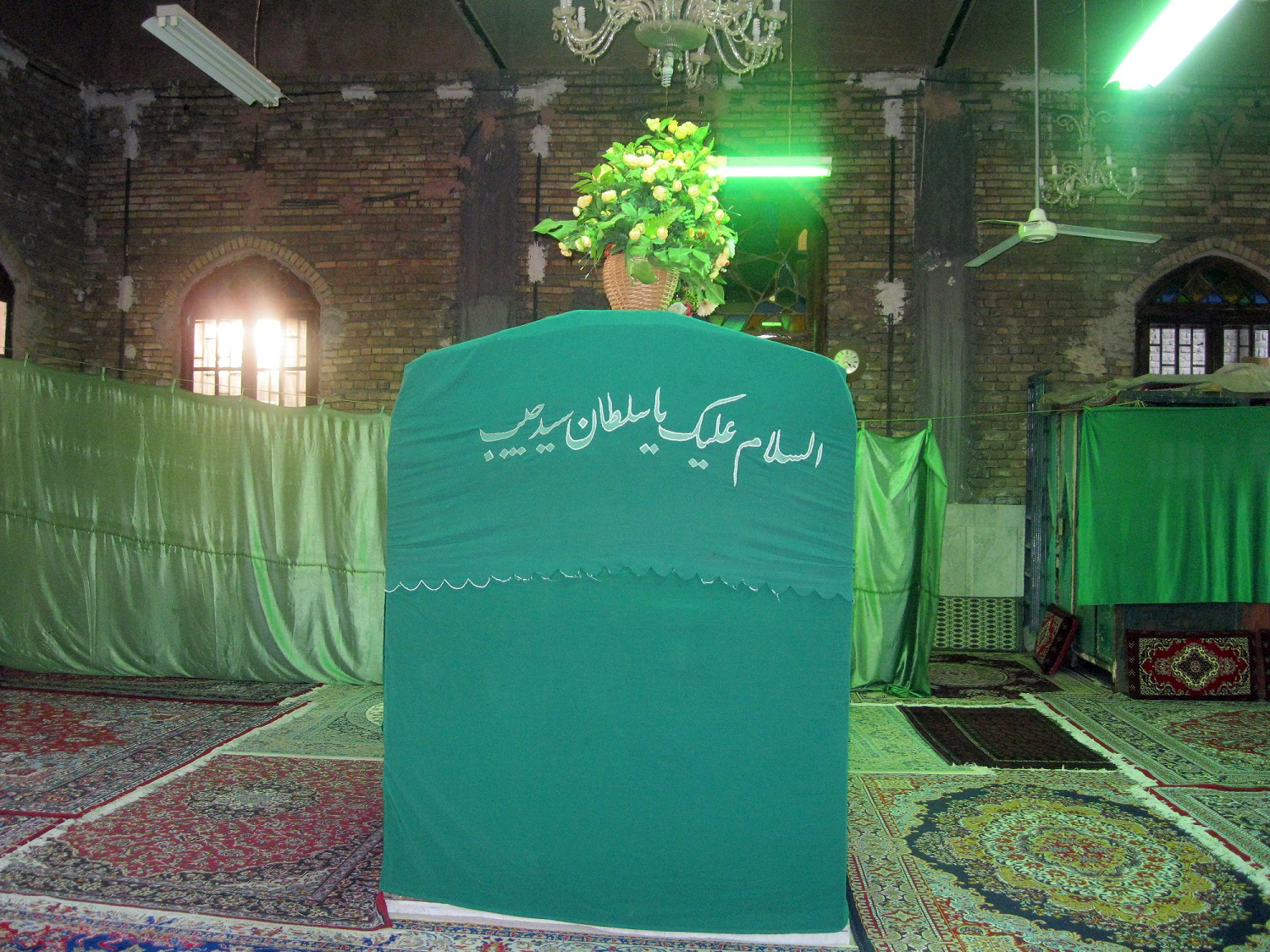
ضریح امامزاده سلطان سید حبیب حاجی‌آباد- 20 فروردین 1391
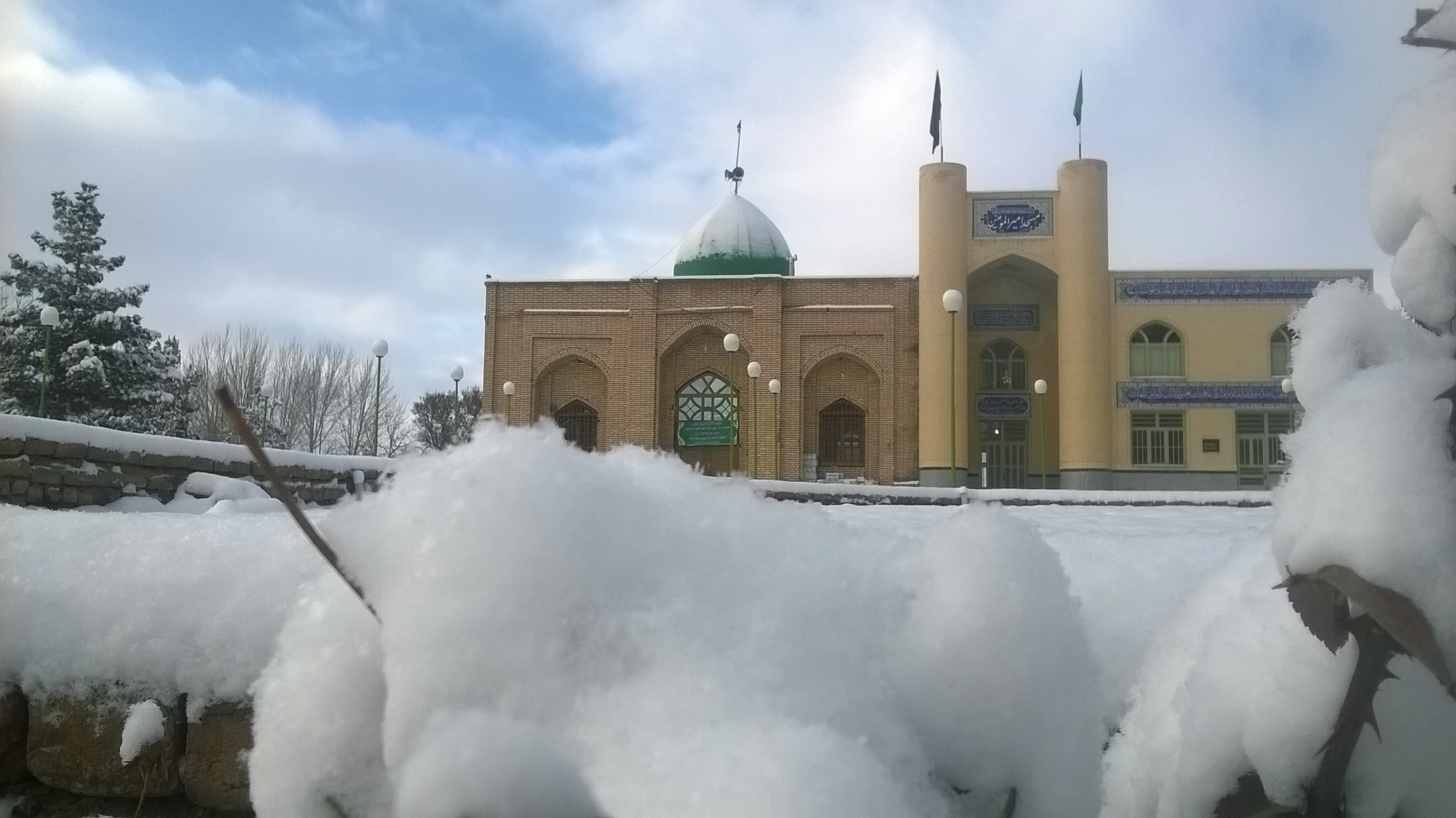
امامزاده سلطان سید حبیب حاجی‌آباد زبرخان در زمستان
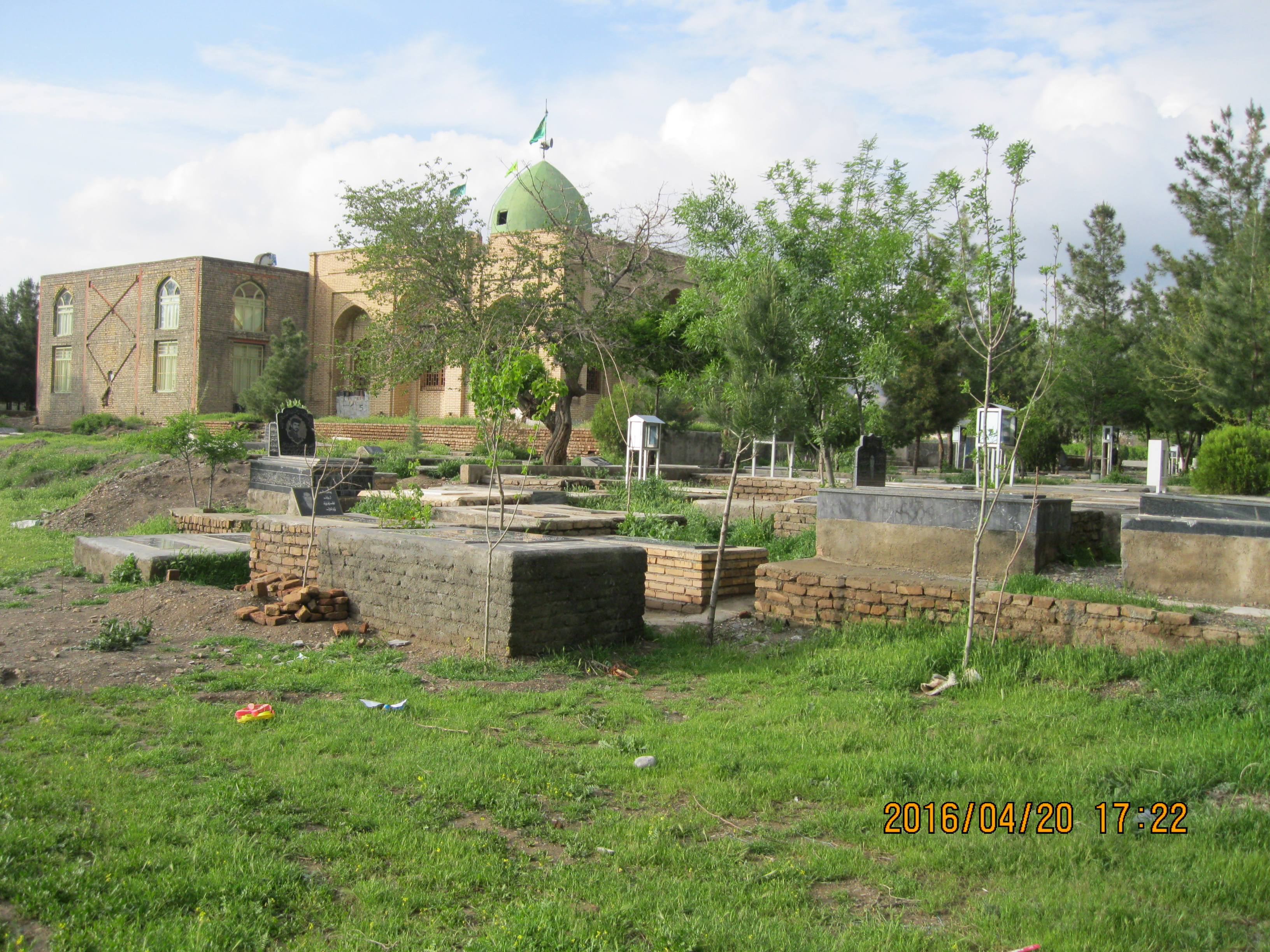
امامزاده سلطان سید حبیب روستای حاجی‌آباد-نمایی از جنوب شرق مرقد
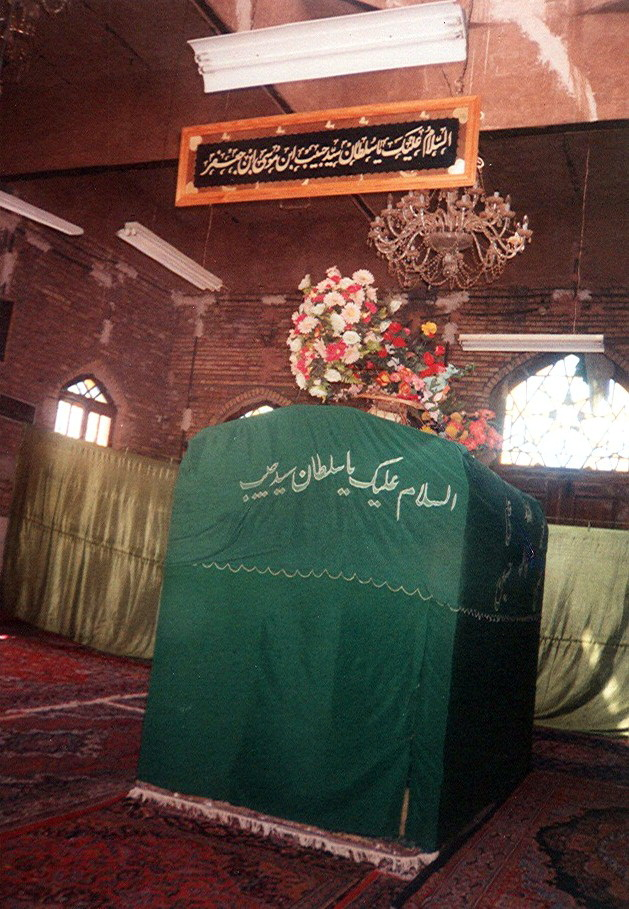
ضریح امامزاده سلطان سید حبیب روستای حاجی‌آباد-دهه 80
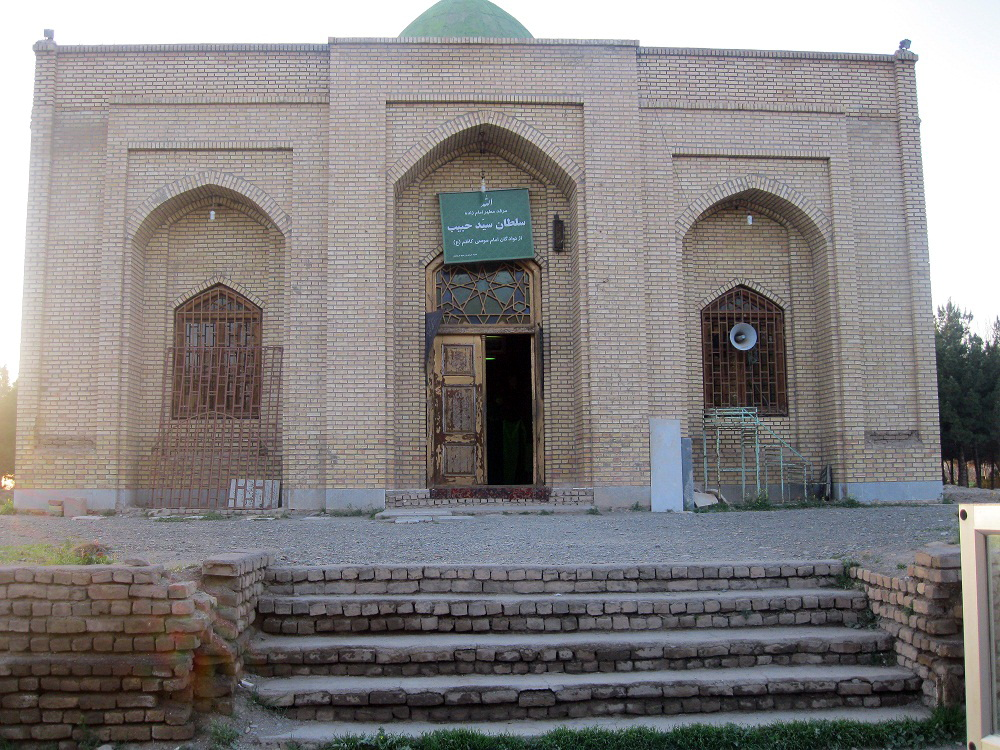
امامزاده سلطان سید حبیب روستای حاجی‌آباد-20 فروردین 1391

## آیین‌ و مراسم‌های محلی
روستای حاجی‌آباد دارای آیین و رسم‌ورسومات مختلفی است که مهم‌ترین آن‌ها آیین کاروان نمادین عاشورا، اربعین حسینی و آیین کشتی با چوخه است.

### کاروان نمادین عاشورا
این مراسم نمادین قدمتی بیش از 50 سال دارد. بانیان اول این مراسم زنده یادان حاج امیرخان حاجی‌آبادی و حاج علی معتمدی می باشند.در ابتدا قبیله نمادین بنی‌اسد،جنازه شهدا،و سرهای نمادین شهدای کربلا برسرنیزه، حرکت کاروان اسراء، تیر خوردن حضرت عباس(ع)، نیزه خوردن گلوی حضرت علی اصغر (ع) وآتش زدن خیمه‌ها توسط شمر انجام می‌شد.
در حال حاضر این مراسم همه ساله در عصر عاشورا برگزار می‌شود و مسئول برگزاری این مراسم نمادین آقای علی حاجی‌آبادی می باشند که دراین مراسم تعداد 300 نفر ایفای نقش می‌کنند. مراسم با حرکت هیأت زنجیرزنی ابوالفضلی و گروه موزیک از جلو مسجد روستا به طرف امامزاده روستا، سلطان سید حبیب بن موسی بن جعفر(ع)، شروع شده تا به کاروان نمادین عصر عاشورا ملحق شده و سپس از امامزاده به طرف جاده اتوبان حرکت کرده وشروع به مراسم سوگواری عصر عاشورا می کنند. برای دیدن این مراسم، تعداد کثیری از مردم مشهد، نیشابور و روستاهای همجوار حضور پیدا می‌کنند.

### اربعین حسینی
قدمت و سابقه‌ی این مراسم به 37 سال پیش بر می گردد. هر ساله روستای حاجی‌آباد میزبان 9 روستای حشمتیه، دولت‌آباد،کاریزنو،یوسف‌آباد، حریم‌آباد، سخدر، سرتلخ، قره‌داش، محمدآباد و شهر قدمگاه در اربعین حسینی می باشد. درپایان بعدازمراسم عزاداری برای صرف ناهار که حلیم نیشابوری است، عزاداران به مسجد و حسینیه روستا می‌روند.

### کشتی باچوخه
در فصل بهار، مسابقات کشوری کشتی با چوخه در روستا برگزار می‌گردد. این مسابقات در محل مخصوص که با عنوان گود کشتی پهلوان سخدری شناخته می‌شود، هر ساله برگزار می‌شود. آخرین دوره این مسابقات، بیستمین دوره، اردیبهشت 96 برگزار شد.

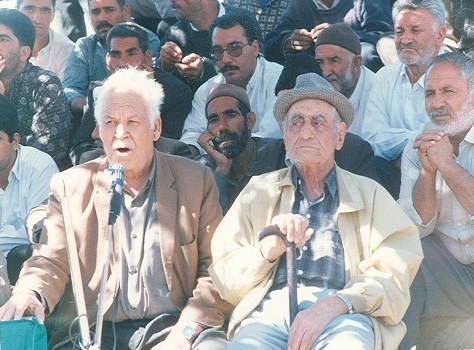
پهلوان ابوالقاسم سخدری در کنار پهلوان یعقوبعلی شورورزی در گود کشتی با چوخه روستای حاجی‌آباد
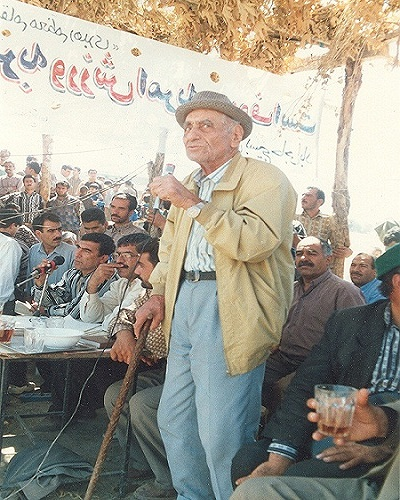
پهلوان ابوالقاسم سخدری در گود کشتی با چوخه روستای حاجی‌آباد نیشابور
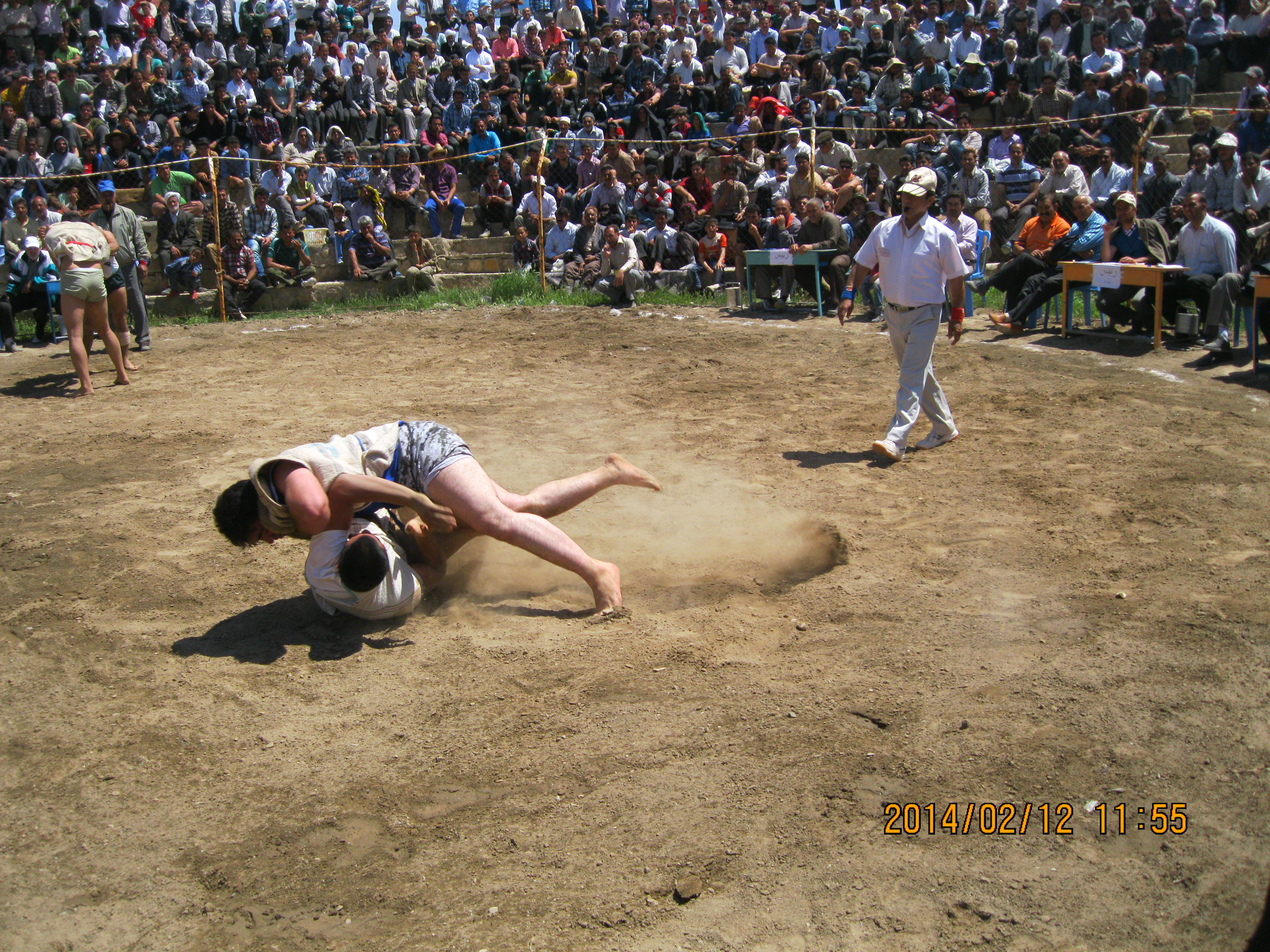
کشتی با چوخه روستای حاجی‌آباد- نیشابور 12 اردیبهشت 1393
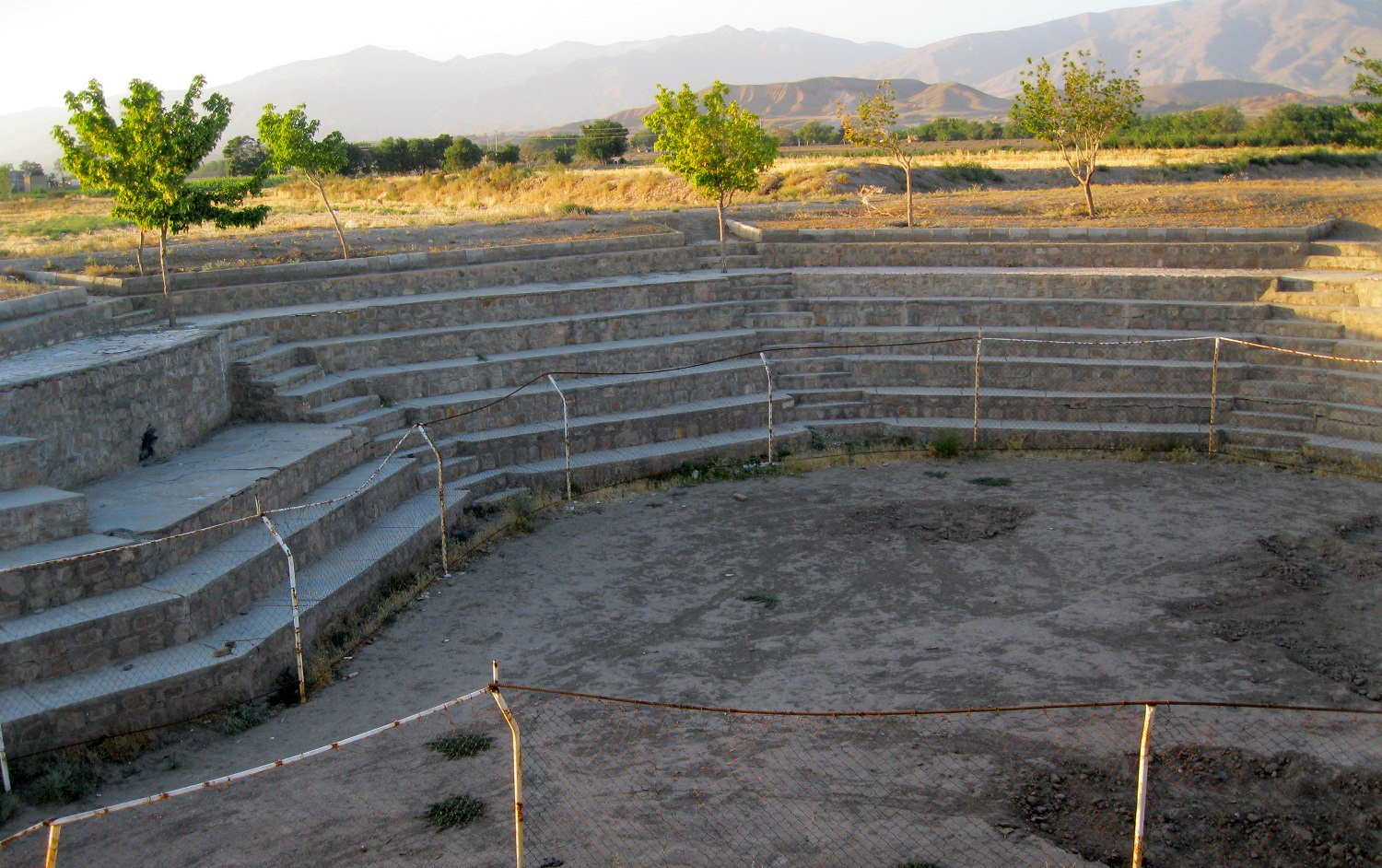
گود کشتی با چوخه پهلوان ابوالقاسم سخدری روستای حاجی‌آباد
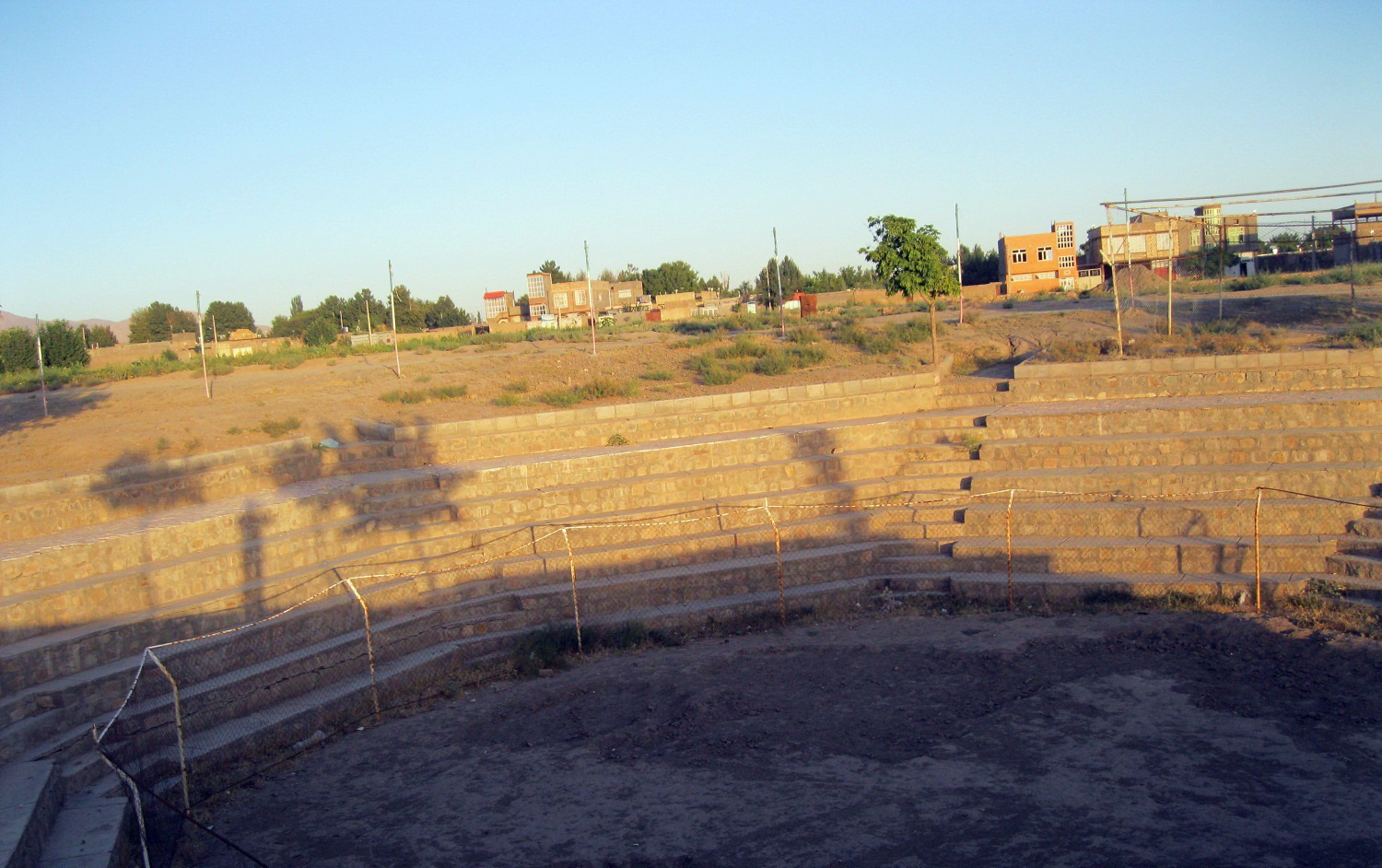
گود کشتی با چوخه پهلوان ابوالقاسم سخدری روستای حاجی‌آباد
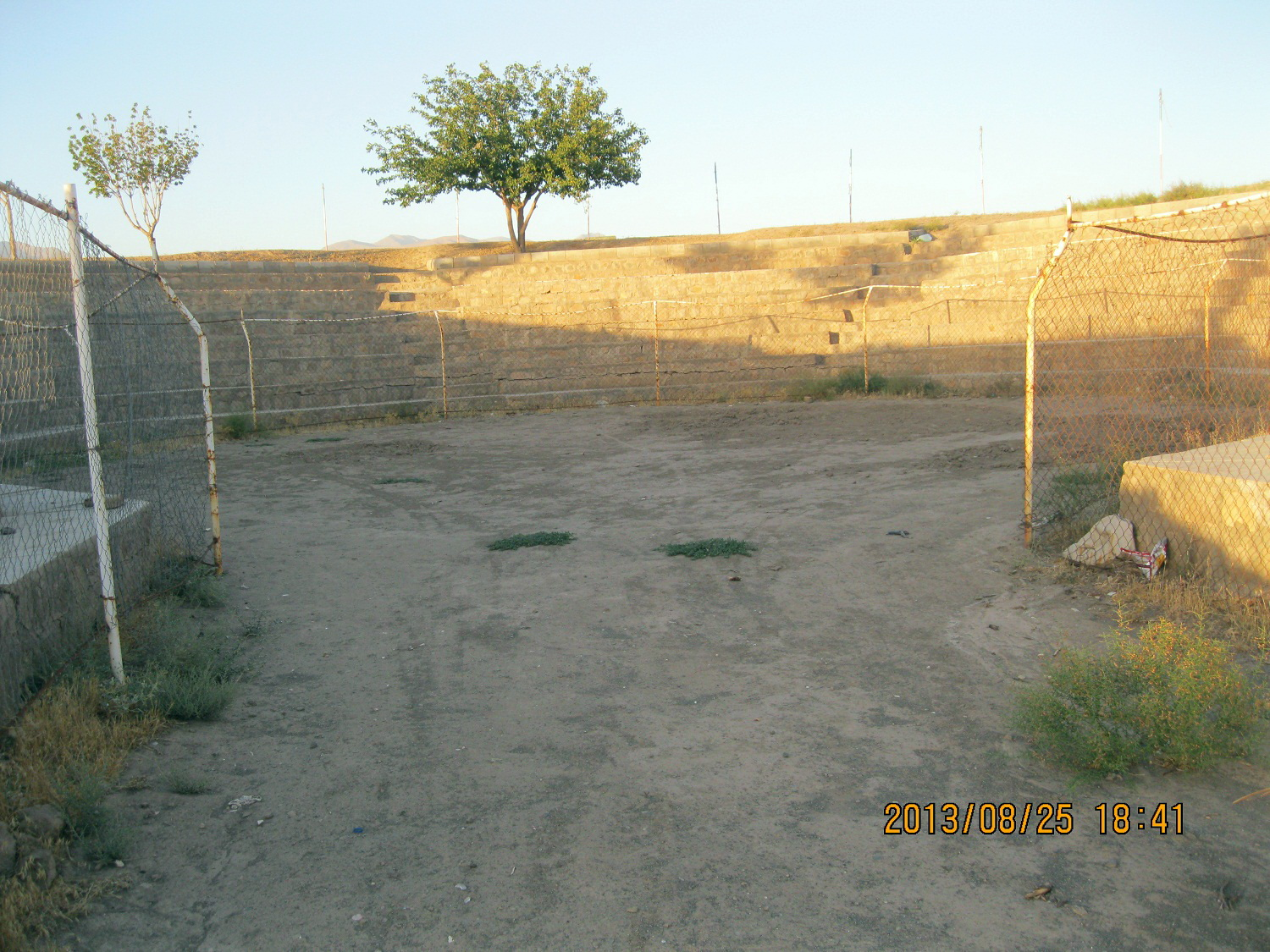
گود کشتی با چوخه پهلوان ابوالقاسم سخدری روستای حاجی‌آباد

## خیابان‌ها
روستای حاجی‌آباد دارای 5 خیابان اصلی است. خیابان ولیعصر که شاهراه روستا بوده و به بزرگراه مشهد-نیشابور متصل است و عمده رفت‌وآمدها از طریق این خیابان صورت میگیرد. چهارراه روستا که مرکز روستا و  و همچنین محل تجمع مردم است که در زبان محلی به آن چینگِۀ باغ(گوشه باغ: علت آن این بوده است که در قدیم این بخش از روستا باغ بوده و مکان چهارراه کنونی گوشه باغ بوده‌است) می‌گویند که محل تقاطع سه خیابان مهم روستا از جمله خیابان ولیعصر(ضلع شمال)، آزادی(ضلع شرقی)، امام خمینی(ضلع غربی) و ضلع جنوبی چهارراه کوچه شهید رضا عباسی است.
خیابان شریعتی(رو‌به‌روی مسجد جامع)، خیابان کشاورز(جنب مسجد جامع)، خیابان امام‌زاده و خیابان عدالت از دیگر خیابان‌های مهم روستا است.

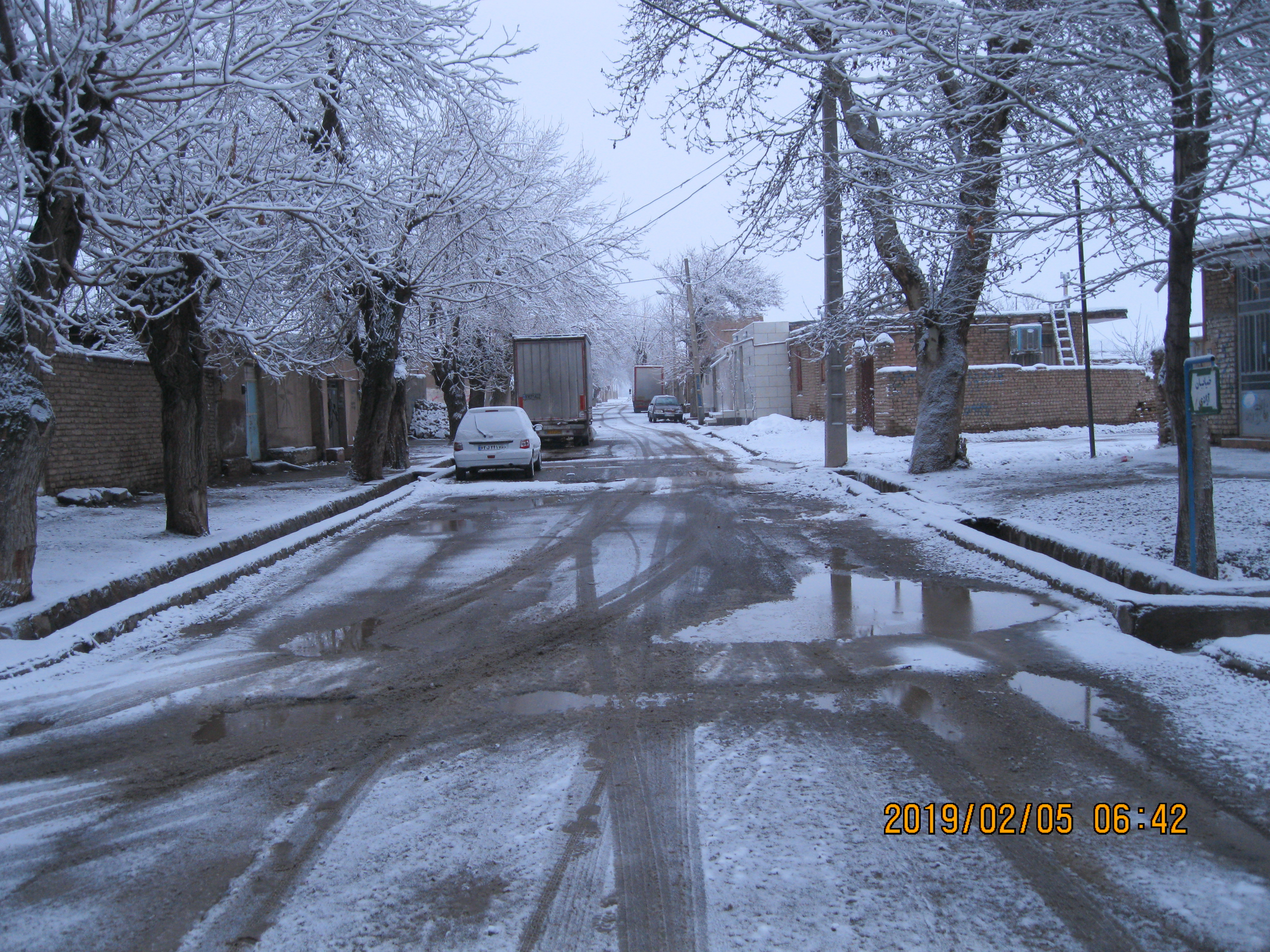
خیابان آزادی - 16 بهمن 1397
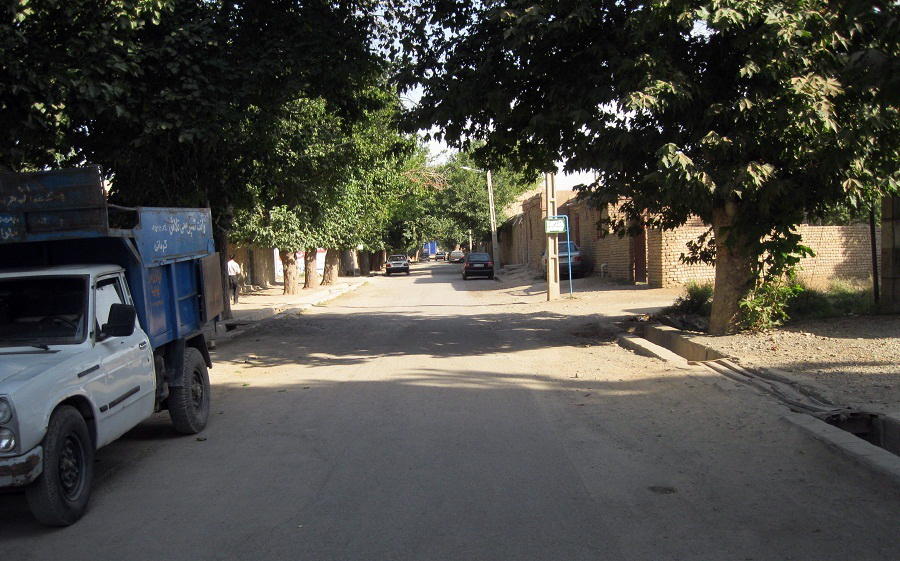
خیابان آزادی - 22 شهریور 1392
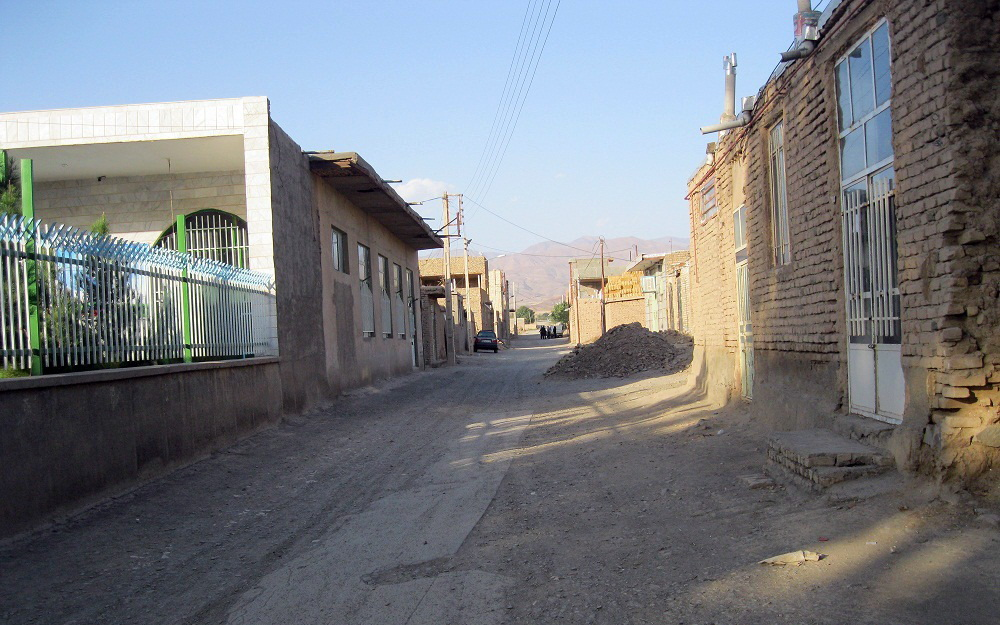
خیابان شریعتی - 22 شهریور 1392
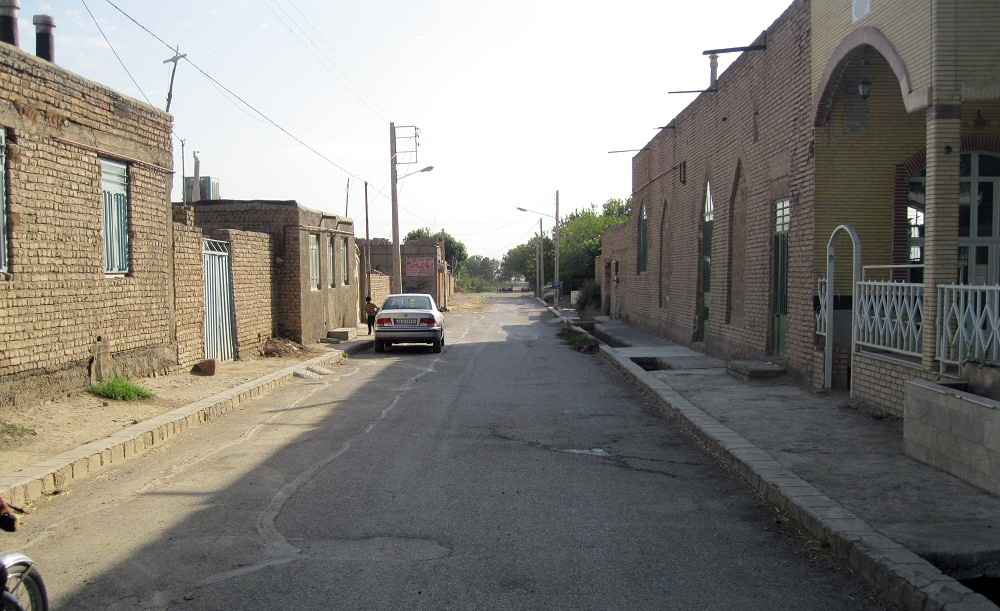
خیابان کشاورز - 22 شهریور 1392
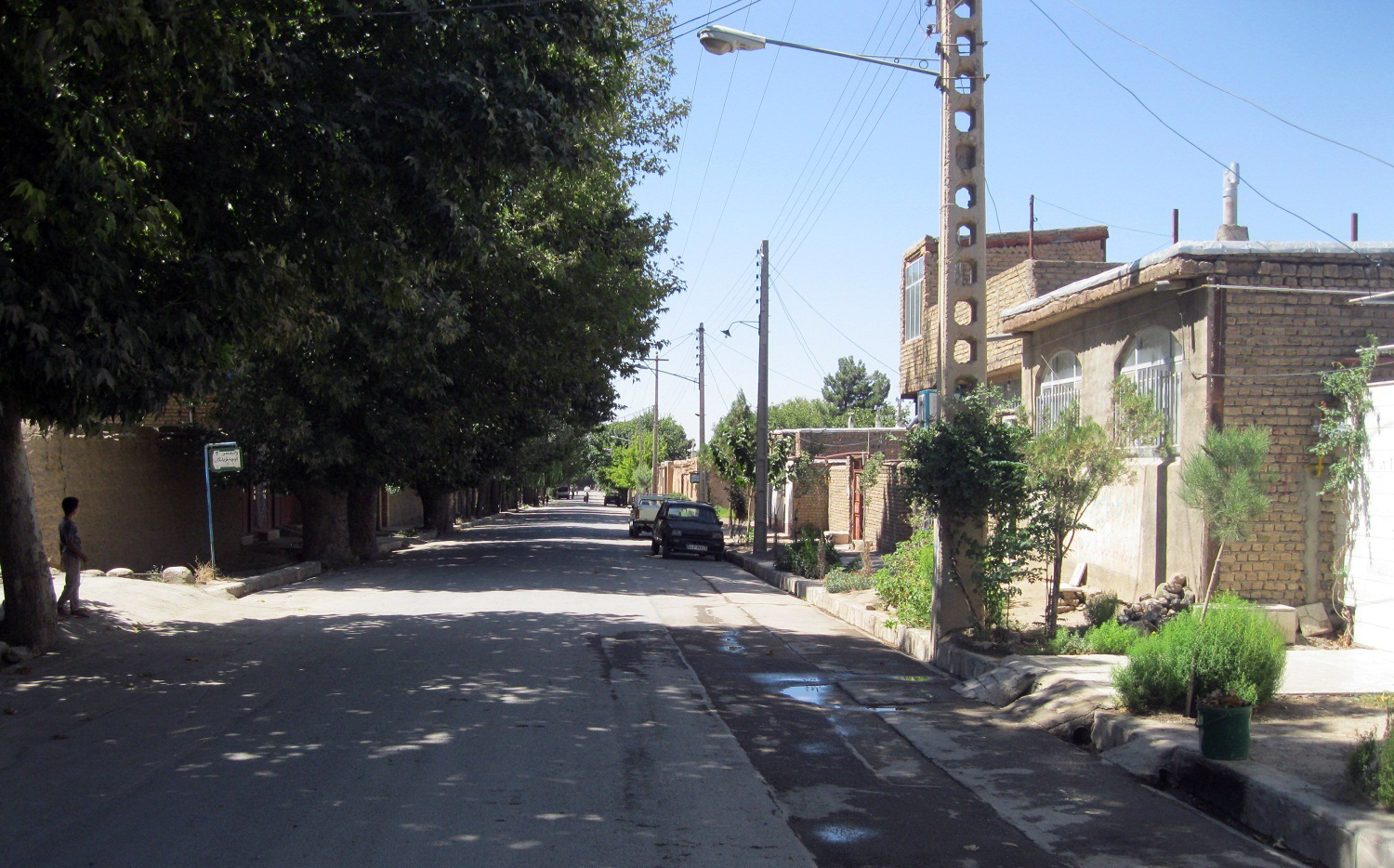
ابتدای خیابان ولیعصر - 22 شهریور 1392
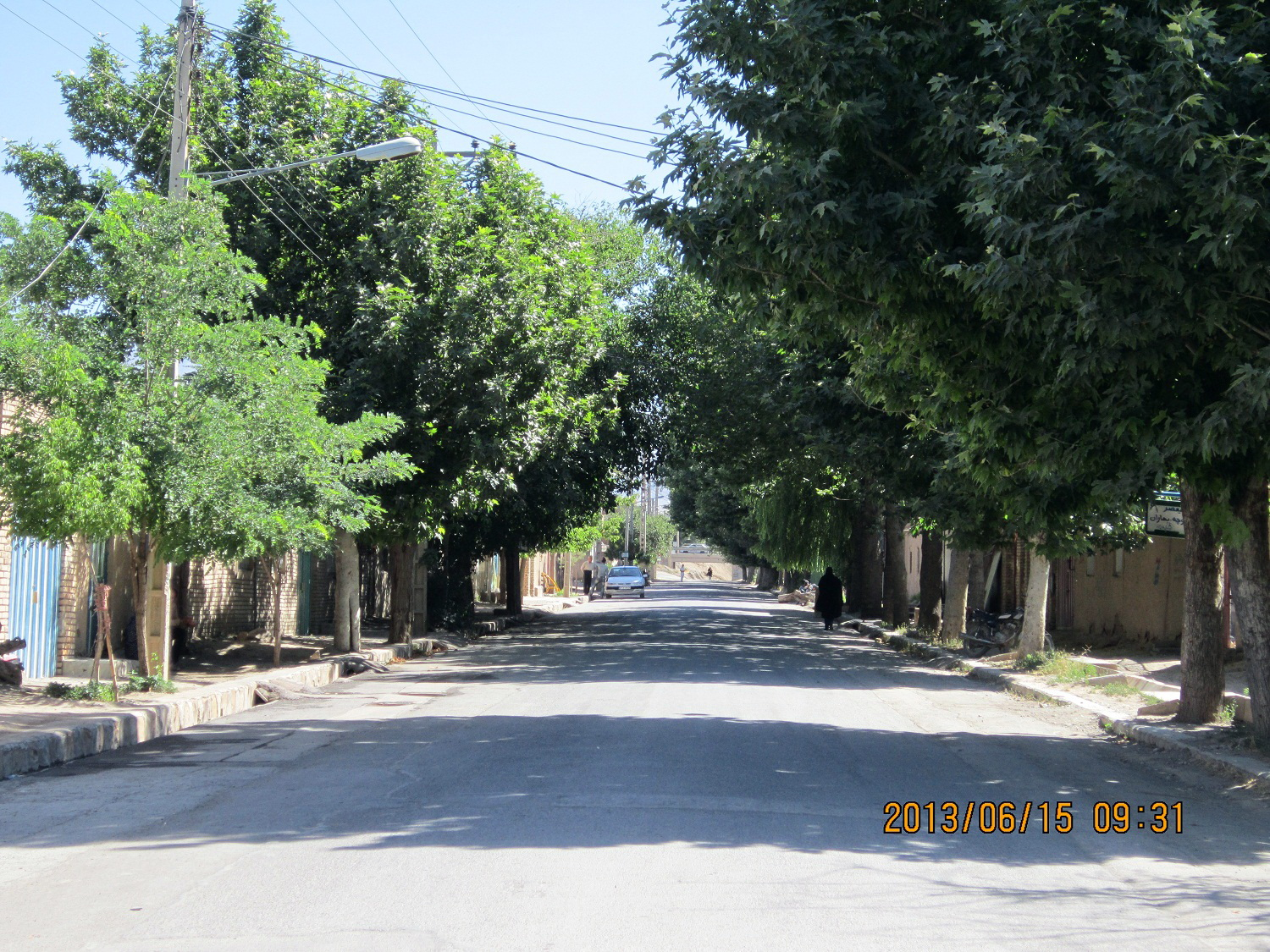
اواسط خیابان ولیعصر - 22 شهریور 1392
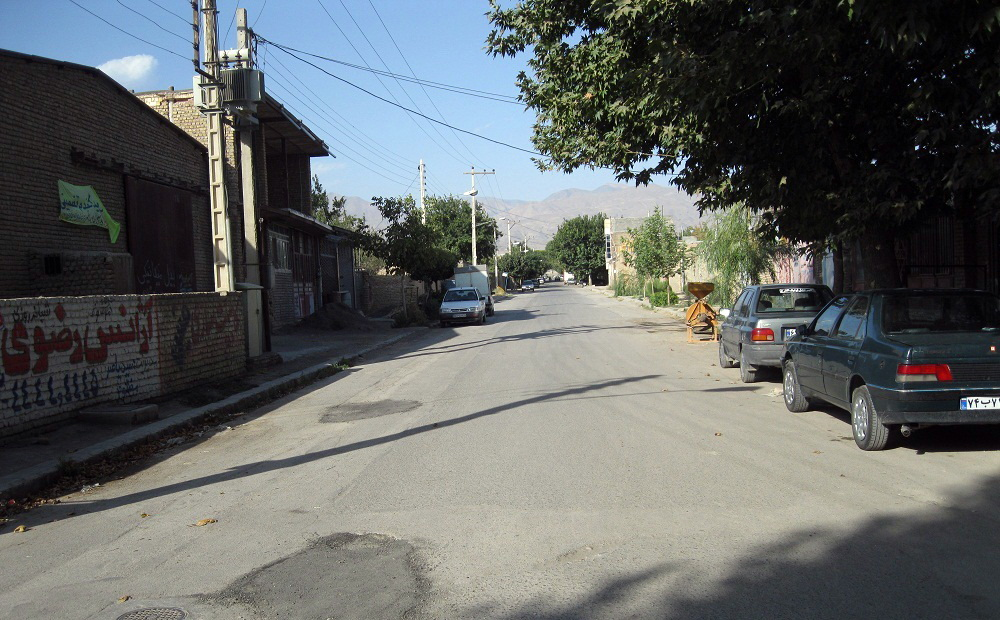
انتهای خیابان ولیعصر - 22 شهریور 1392
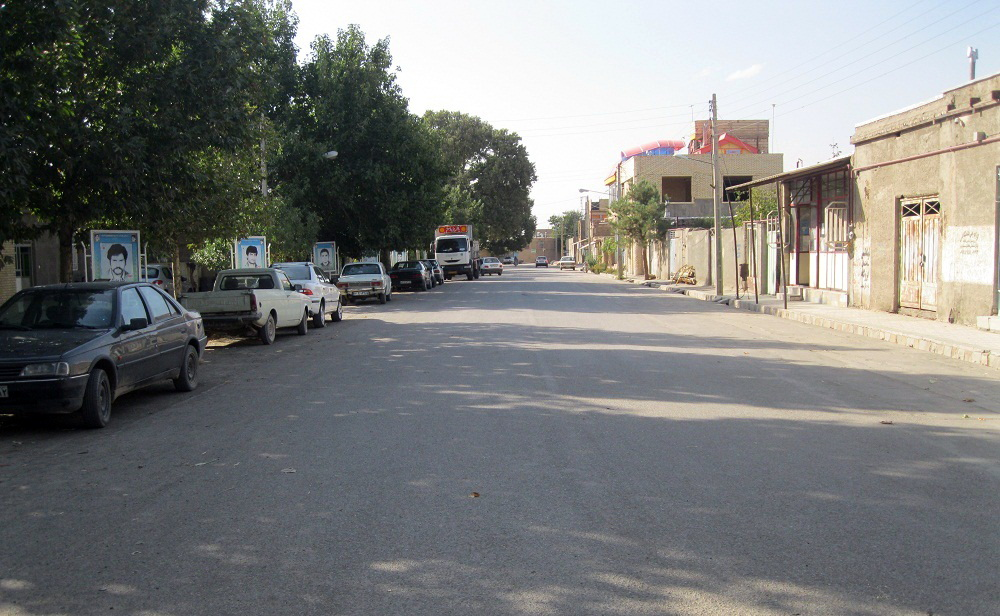
خیابان امام خمینی(ره) - 22 شهریور 1392
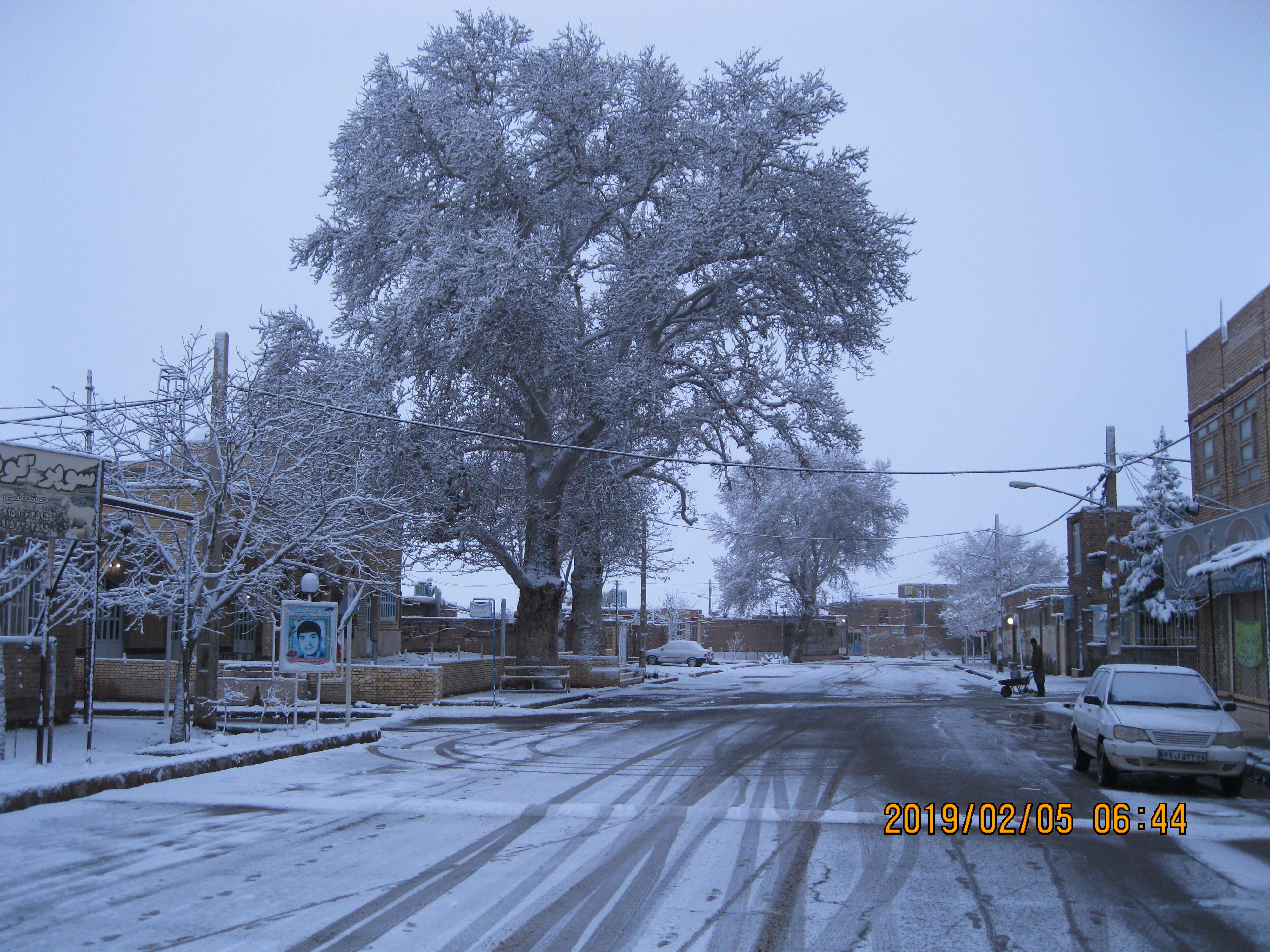
خیابان امام خمینی(ره)- 16 بهمن 1397
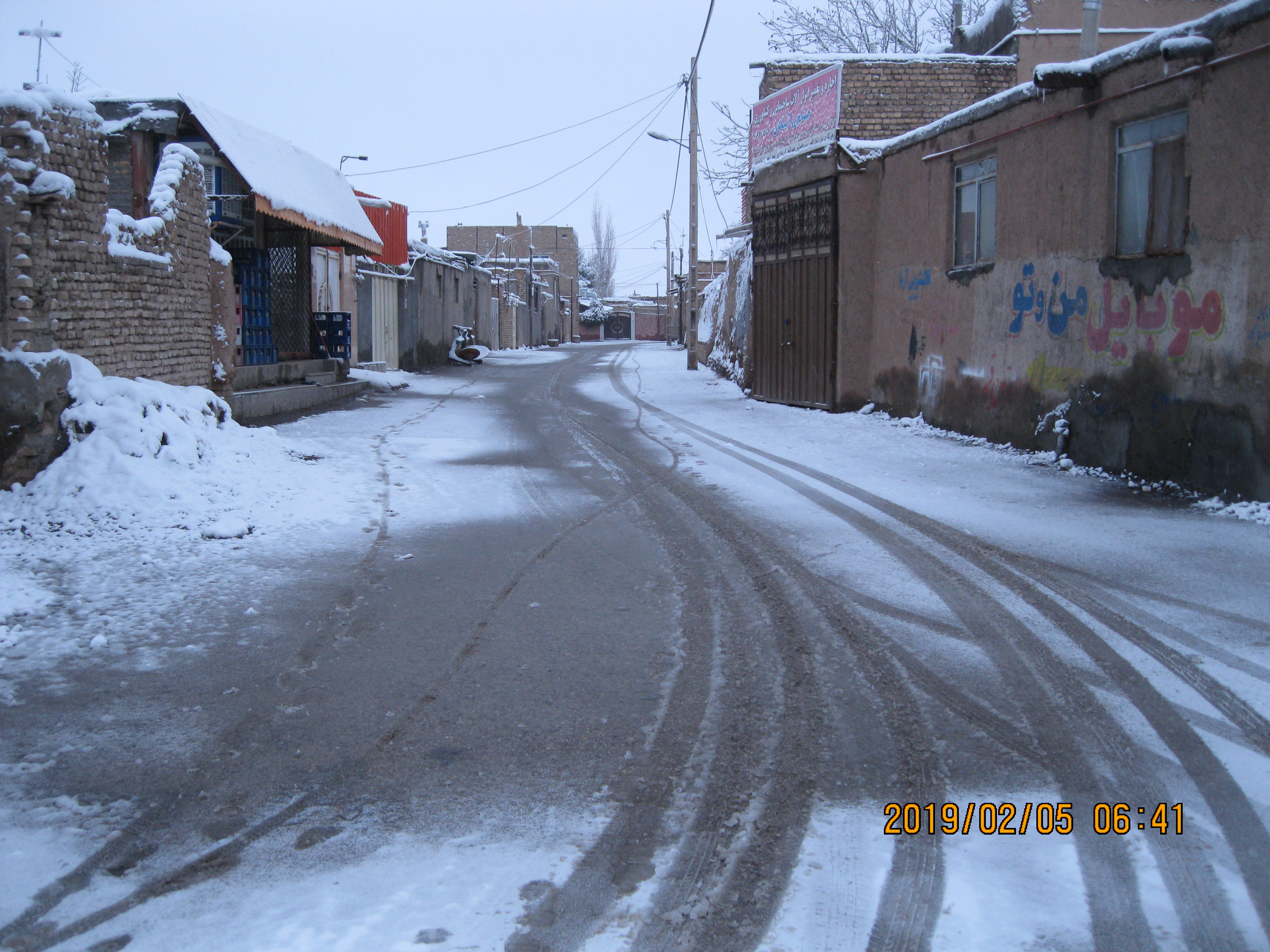
خیابان عدالت- 16 بهمن 1397

## نگاره‌ها

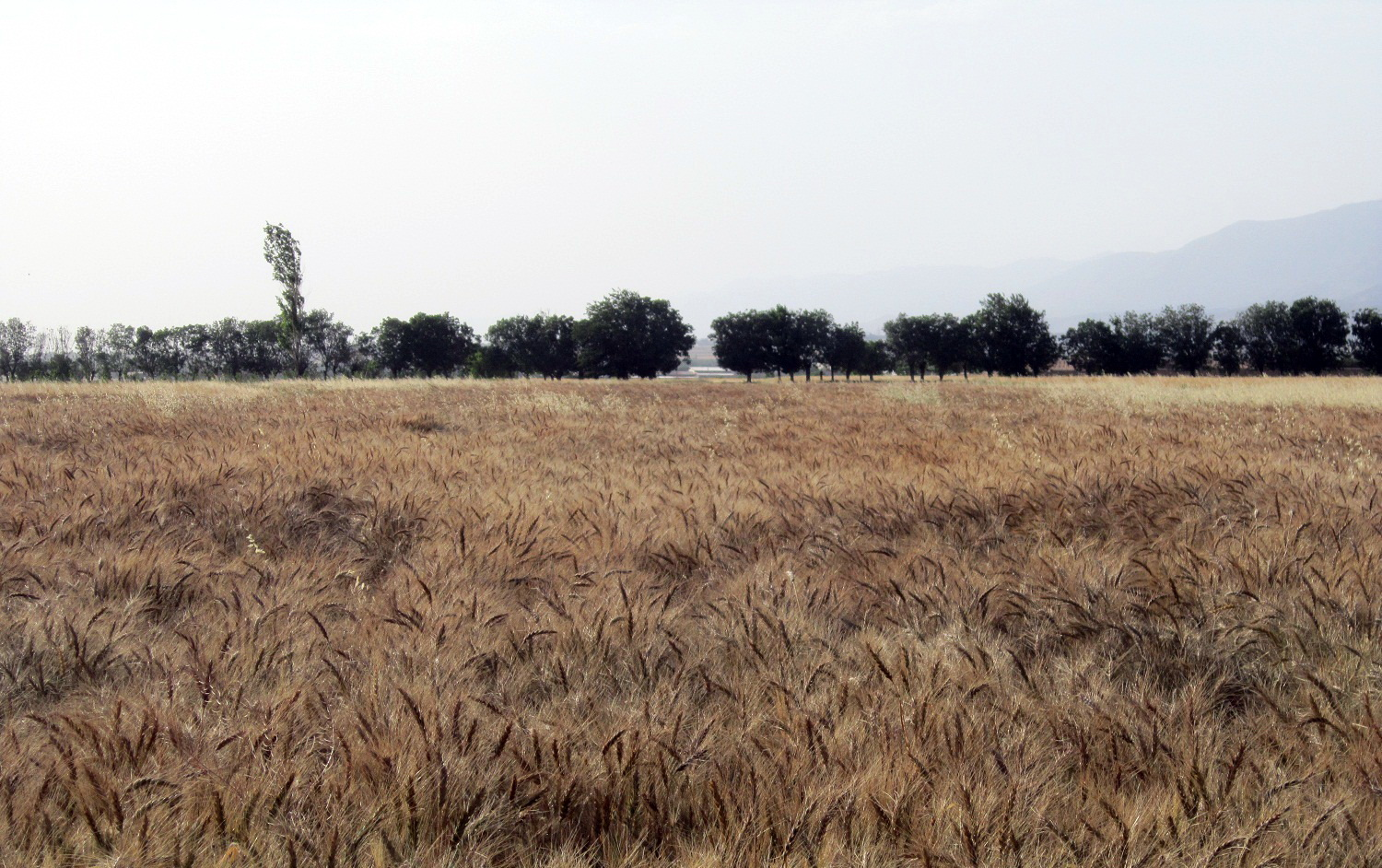
مزارع جو و گندم روستای حاجی‌آباد زبرخان نیشابور
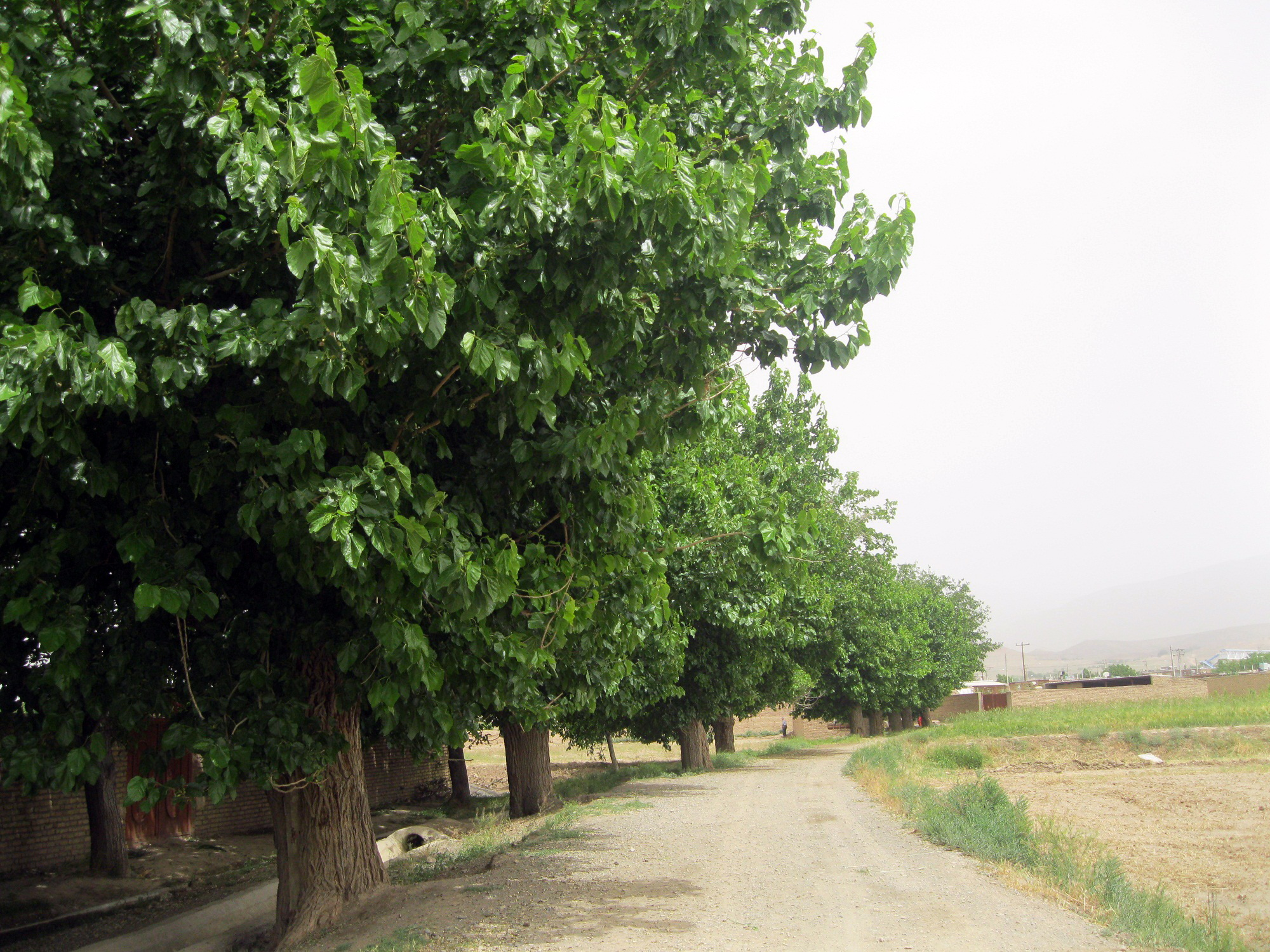
درختان توت روستا
آبگیر(تلخ)کشاورزی روستای حاجی‌آباد زبرخان نیشابور
مزارع ذرت در روستای حاجی‌آباد زبرخان نیشابور
مزارع جو و گندم روستای حاجی‌آباد زبرخان نیشابور
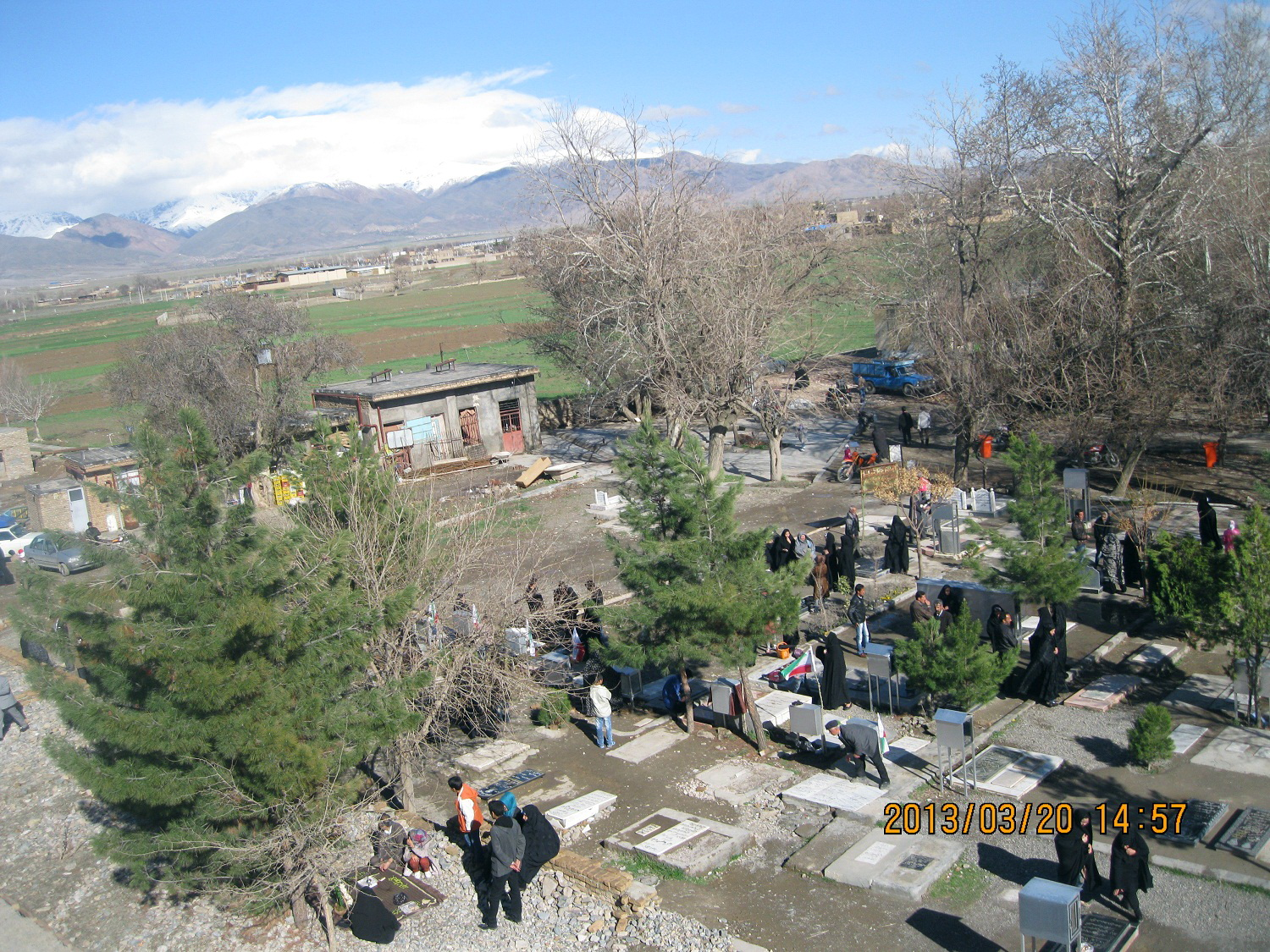
آرامستان امامزاده حاجی‌آباد زبرخان
مزارع جو و گندم روستای حاجی‌آباد زبرخان نیشابور

## حاجی‌آباد قدیم

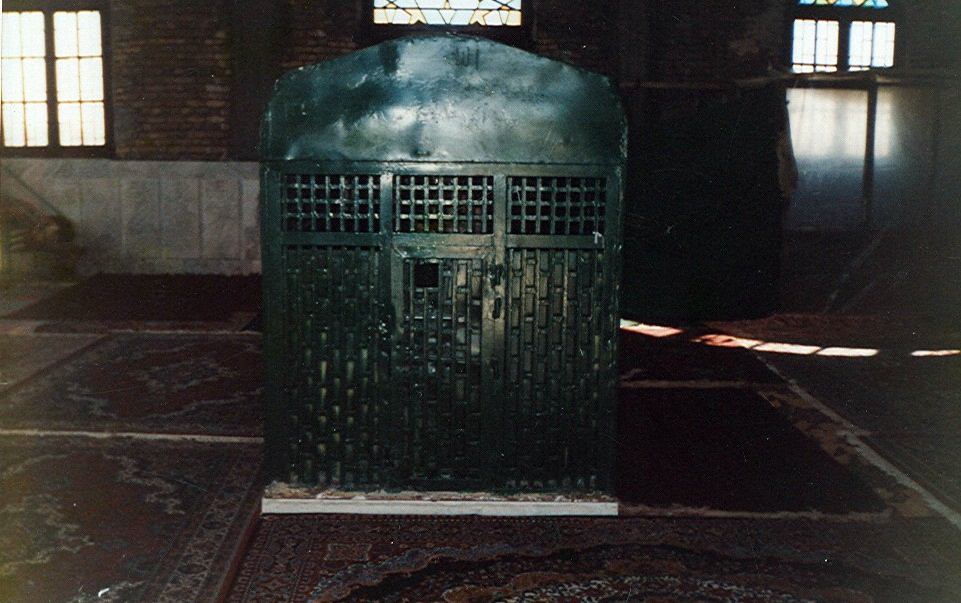
امامزاده سلطان سید حبیب روستای حاجی‌آباد
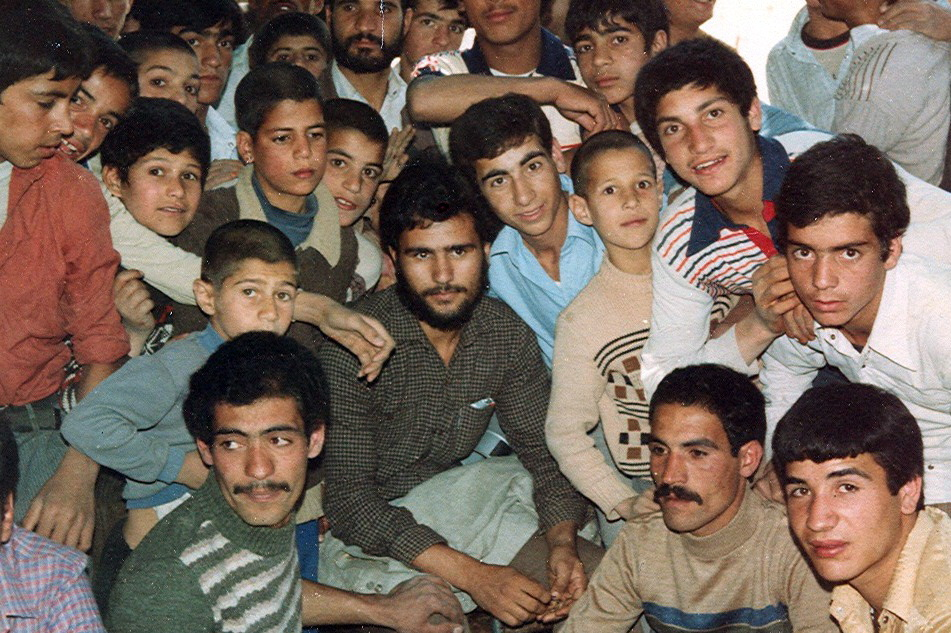
مردم قدیم حاجی‌آباد
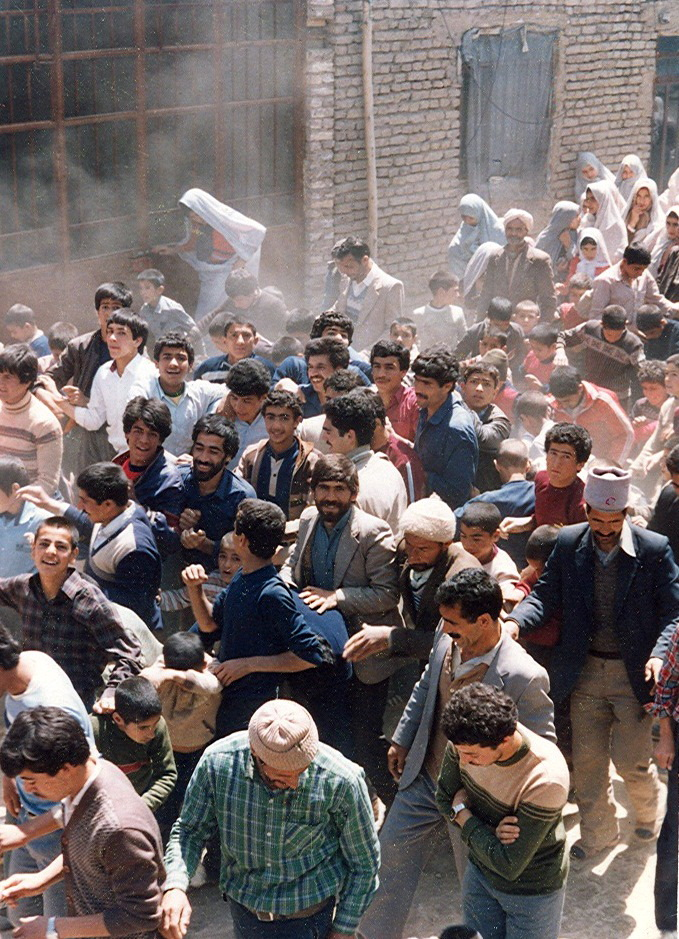
مردم قدیم حاجی‌آباد
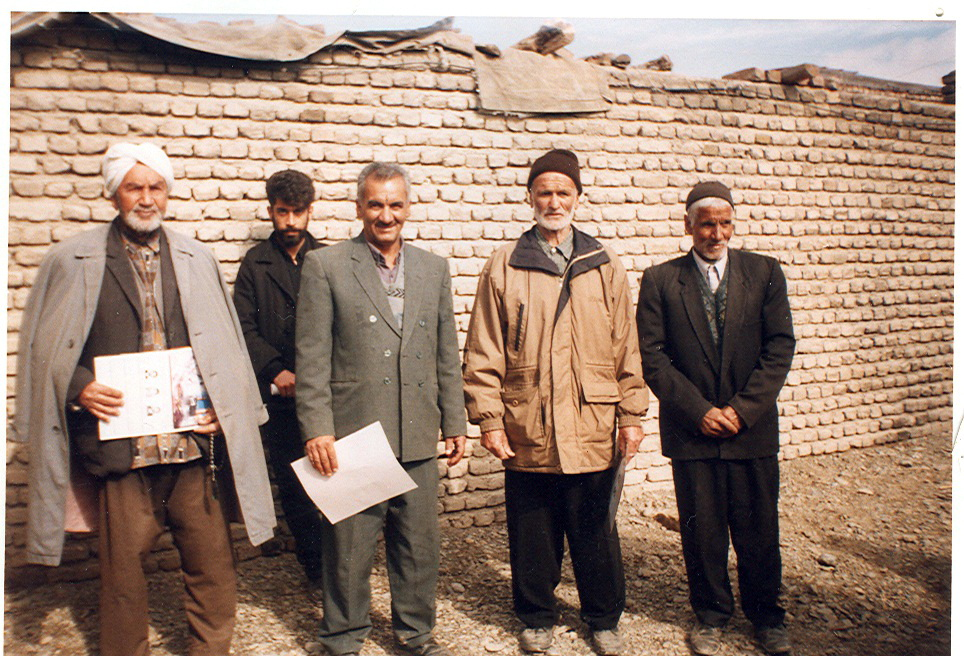
مردم قدیم حاجی‌آباد
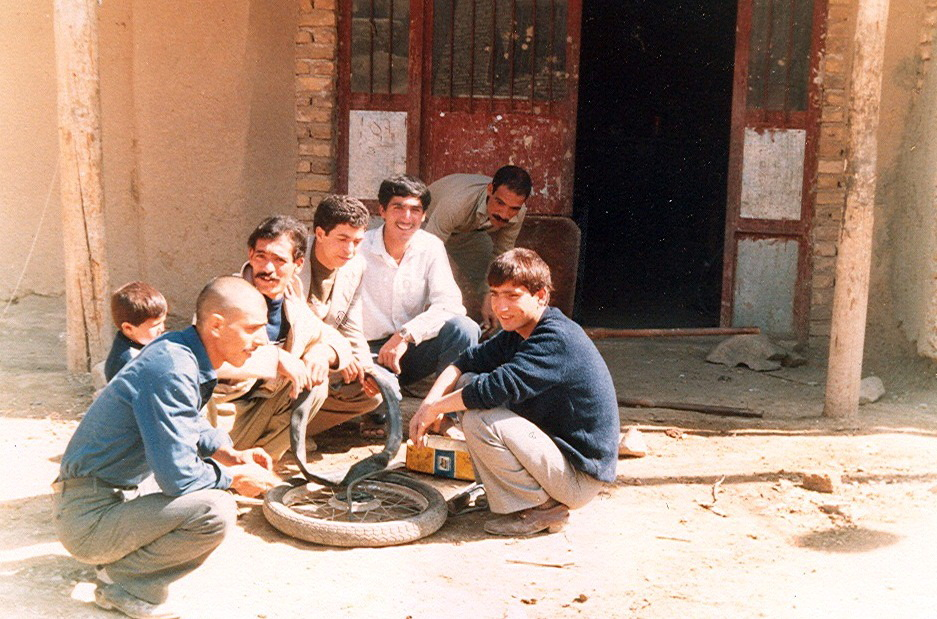
مردم قدیم حاجی‌آباد
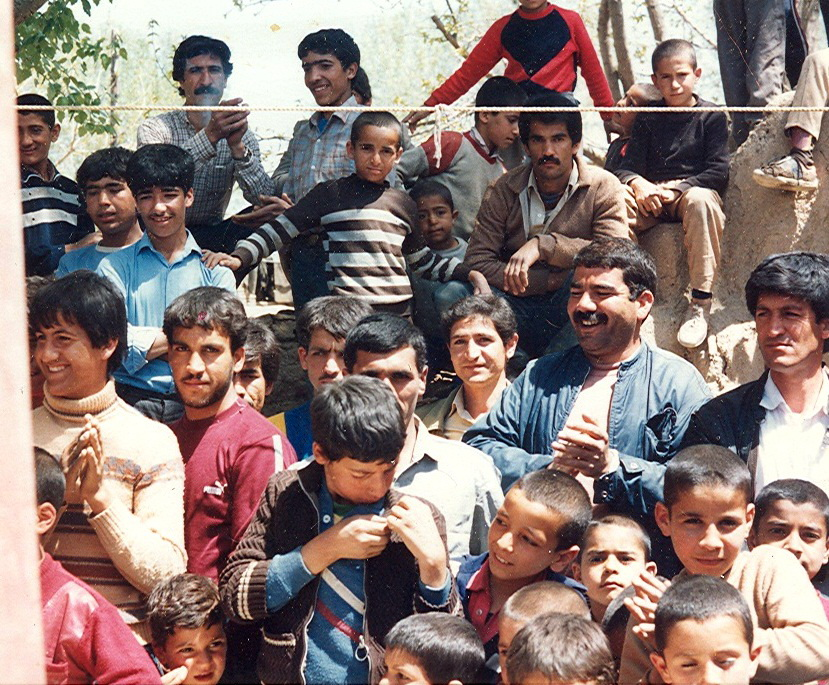
مردم قدیم حاجی‌آباد
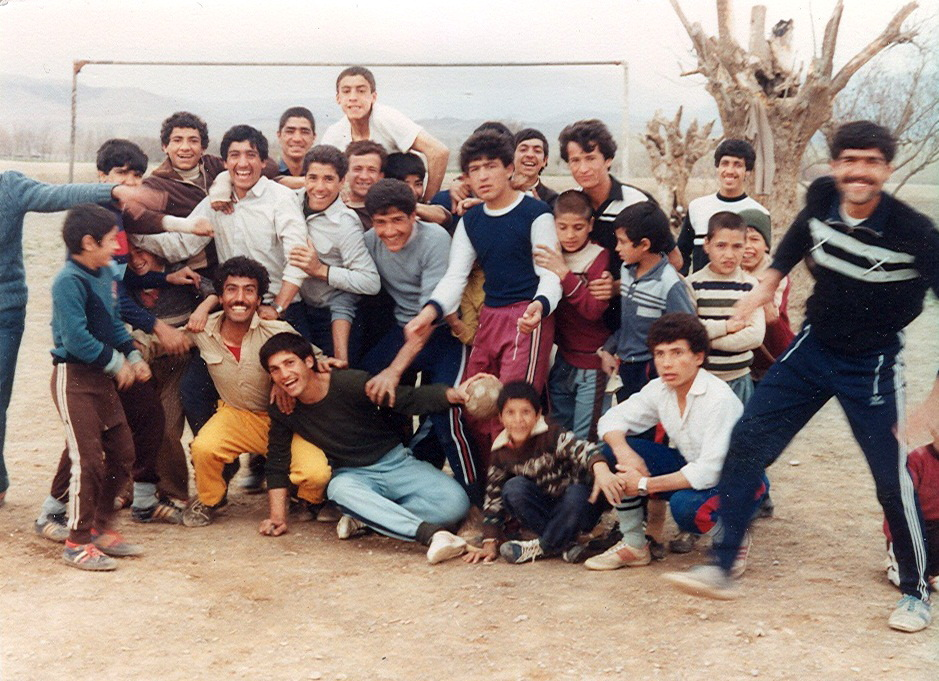
مردم قدیم حاجی‌آباد
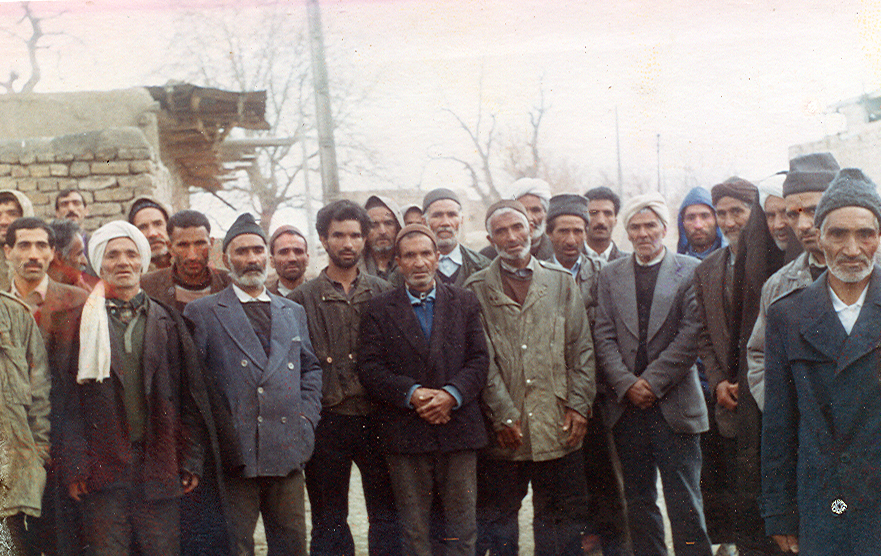
مردم قدیم حاجی‌آباد
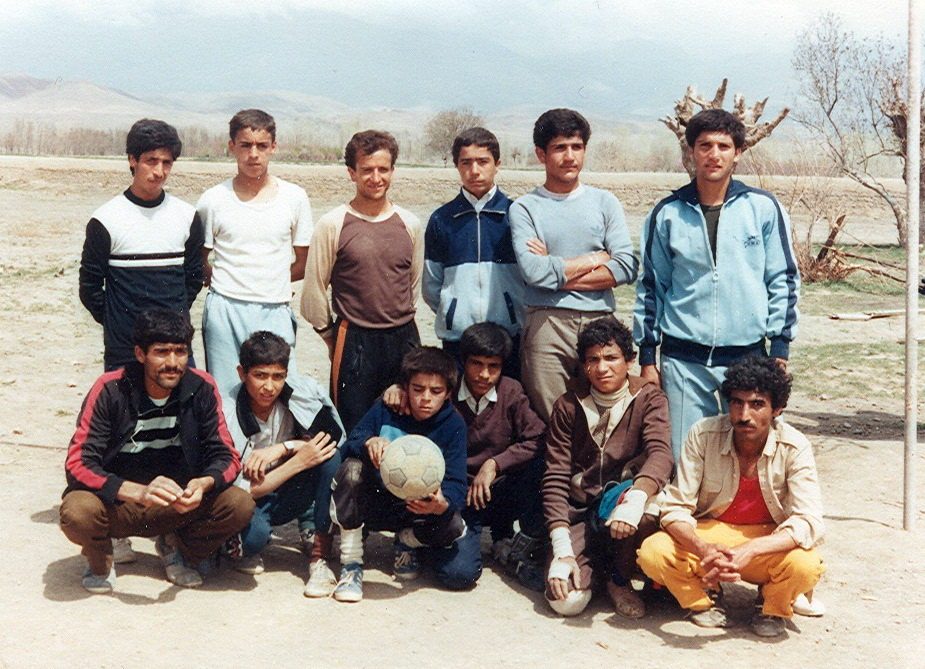
مردم قدیم حاجی‌آباد
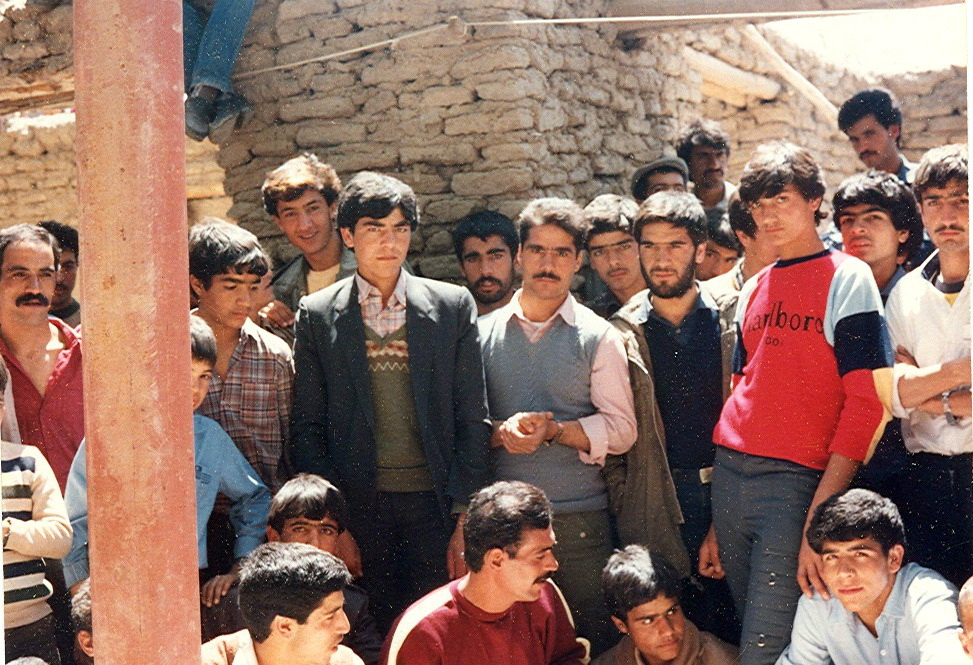
مردم قدیم حاجی‌آباد
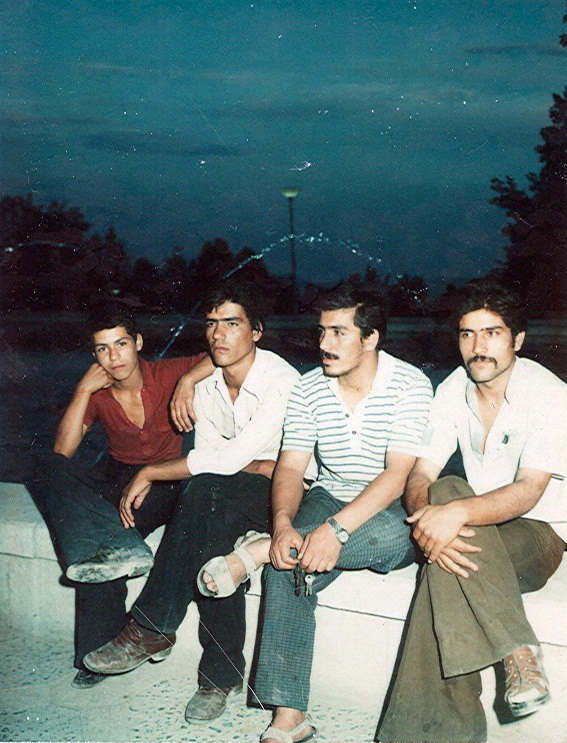
مردم قدیم حاجی‌آباد
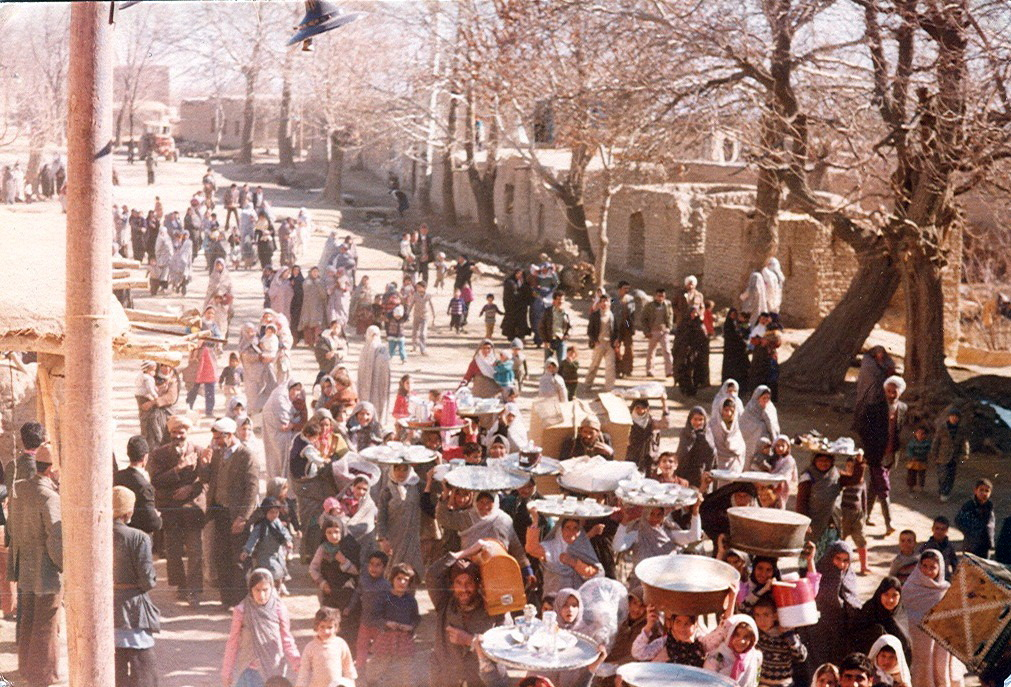
مردم قدیم حاجی‌آباد
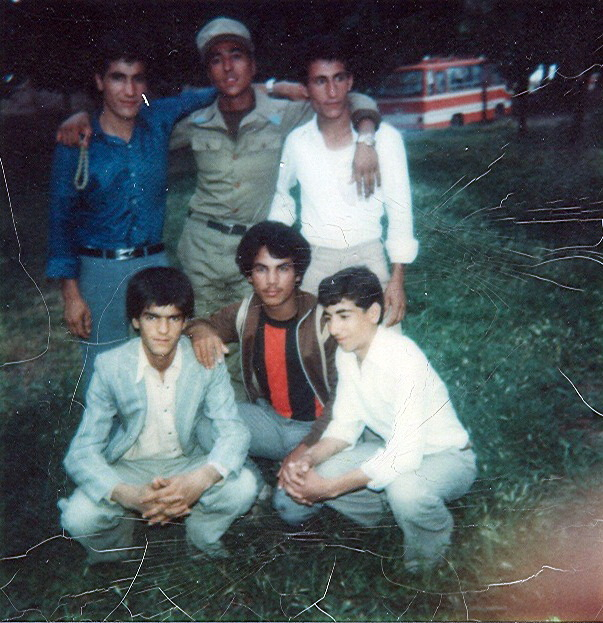
مردم قدیم حاجی‌آباد
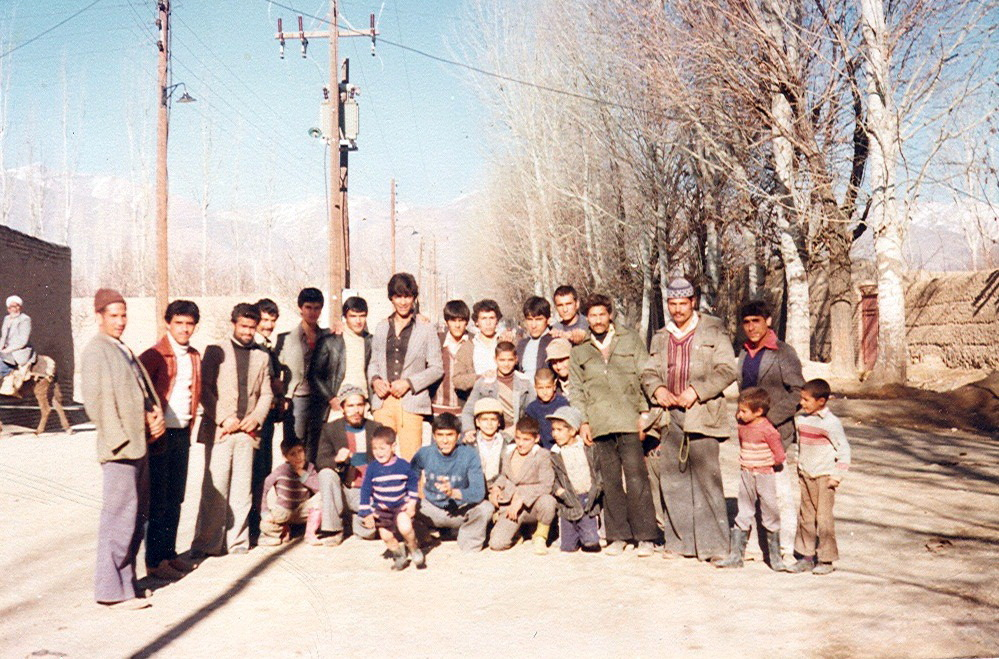
مردم قدیم حاجی‌آباد
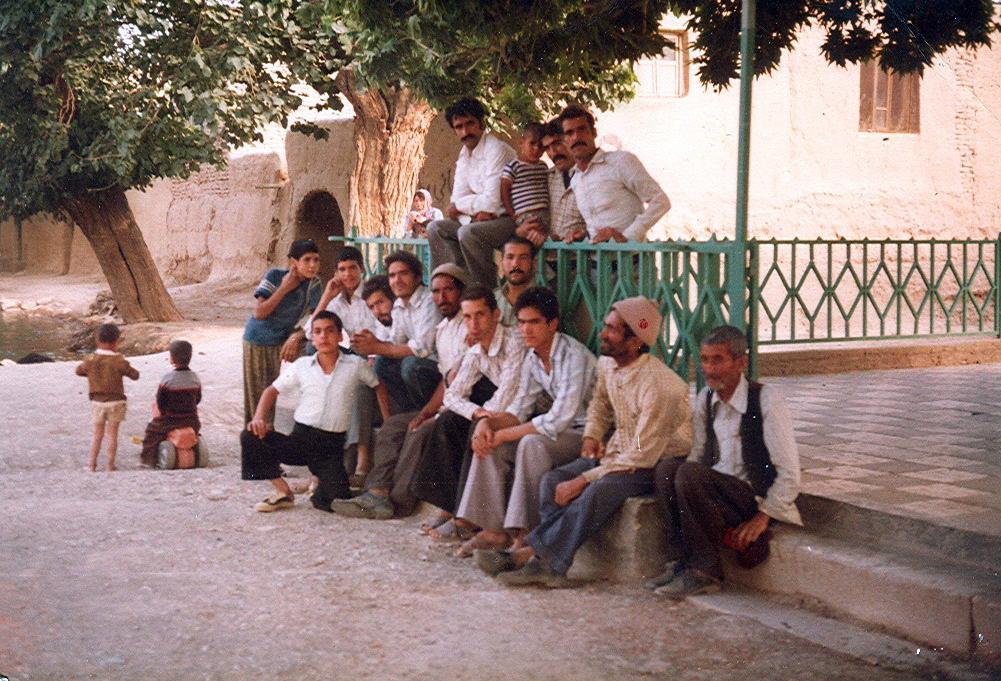
مردم قدیم حاجی‌آباد
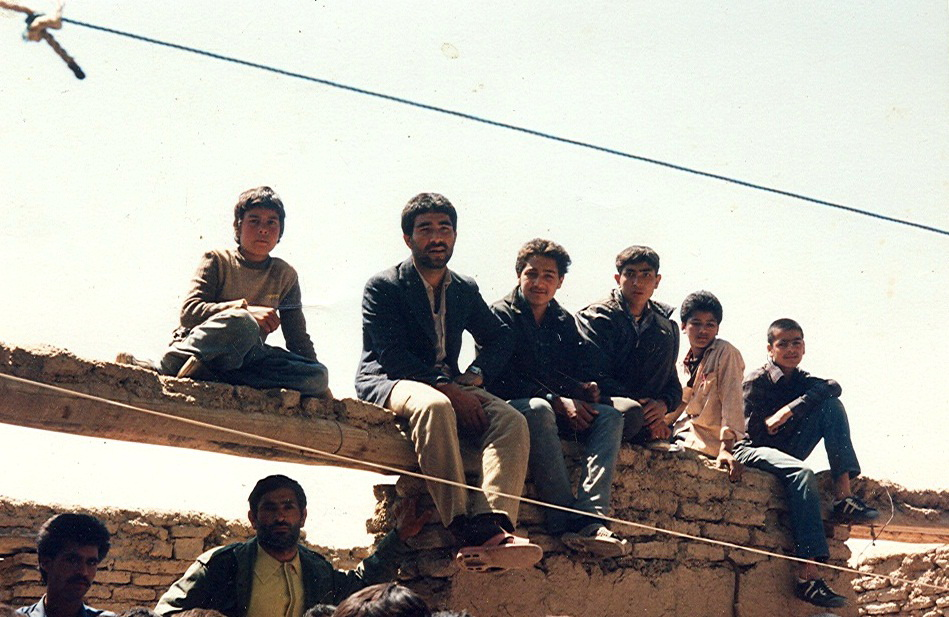
مردم قدیم حاجی‌آباد
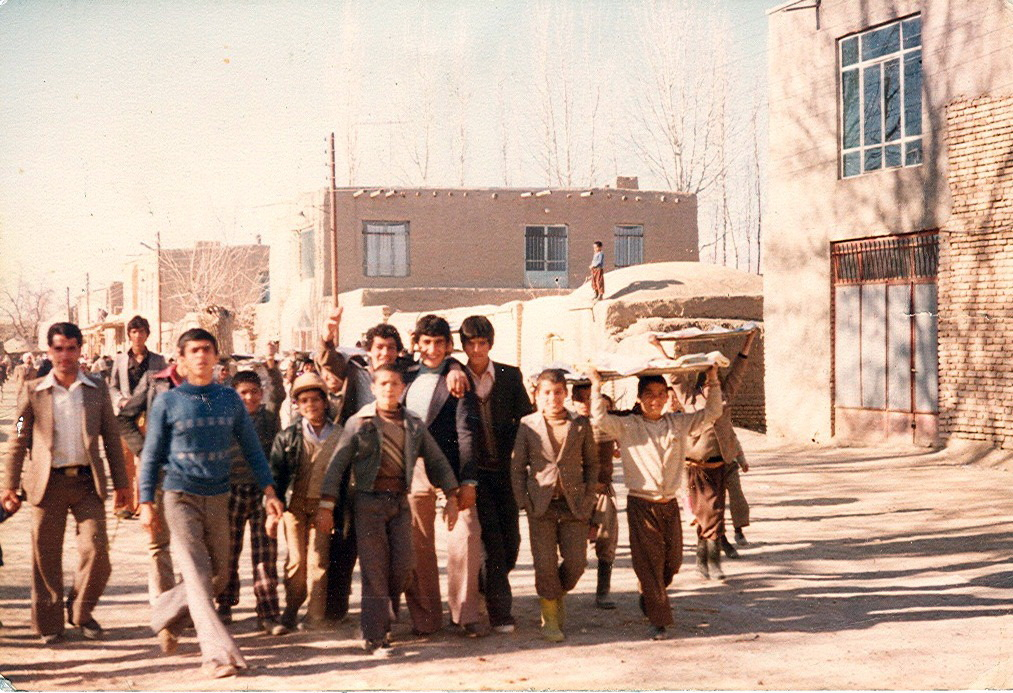
مردم قدیم حاجی‌آباد
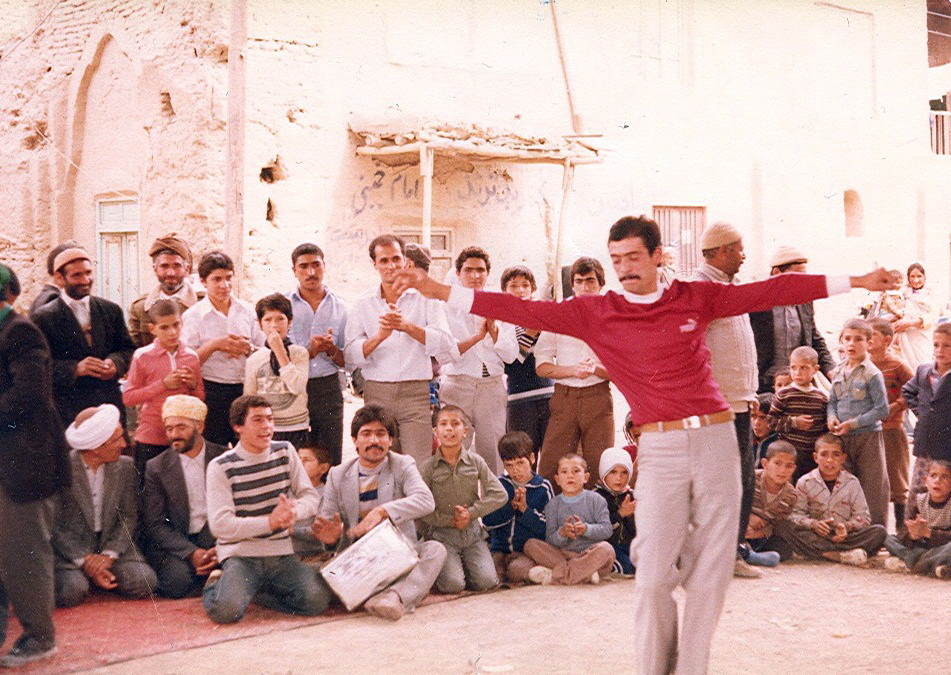
مردم قدیم حاجی‌آباد
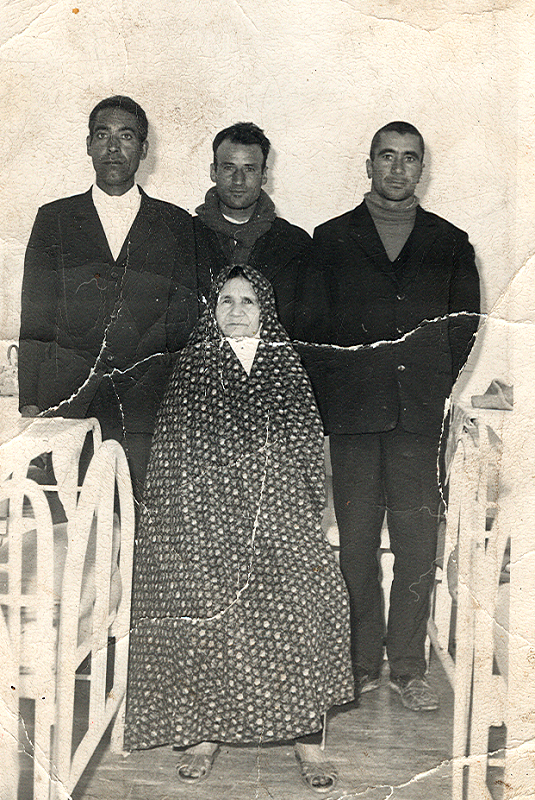
مردم قدیم حاجی‌آباد
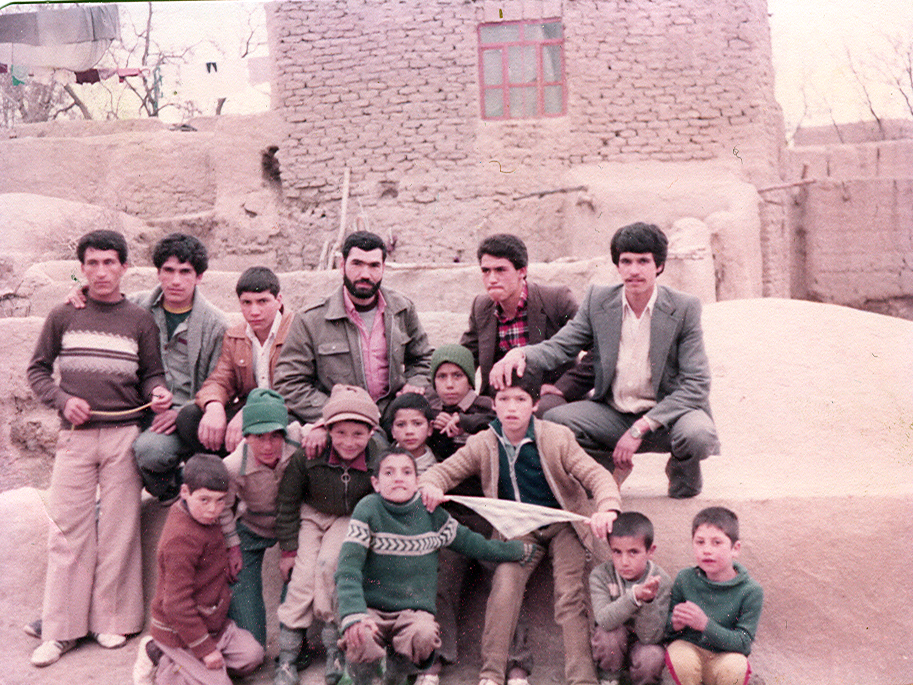
مردم قدیم حاجی‌آباد
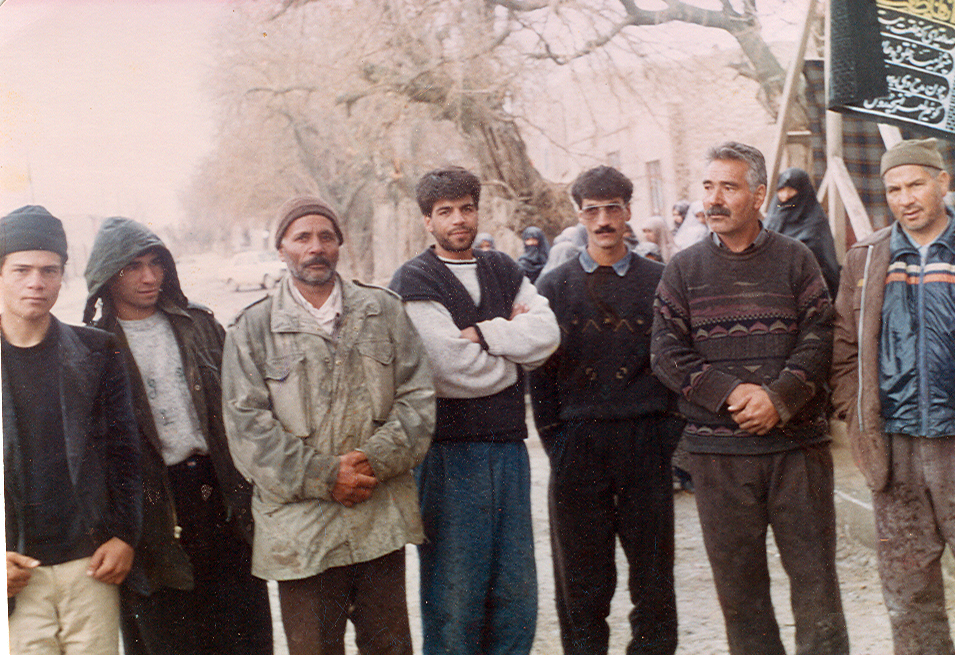
مردم قدیم حاجی‌آباد
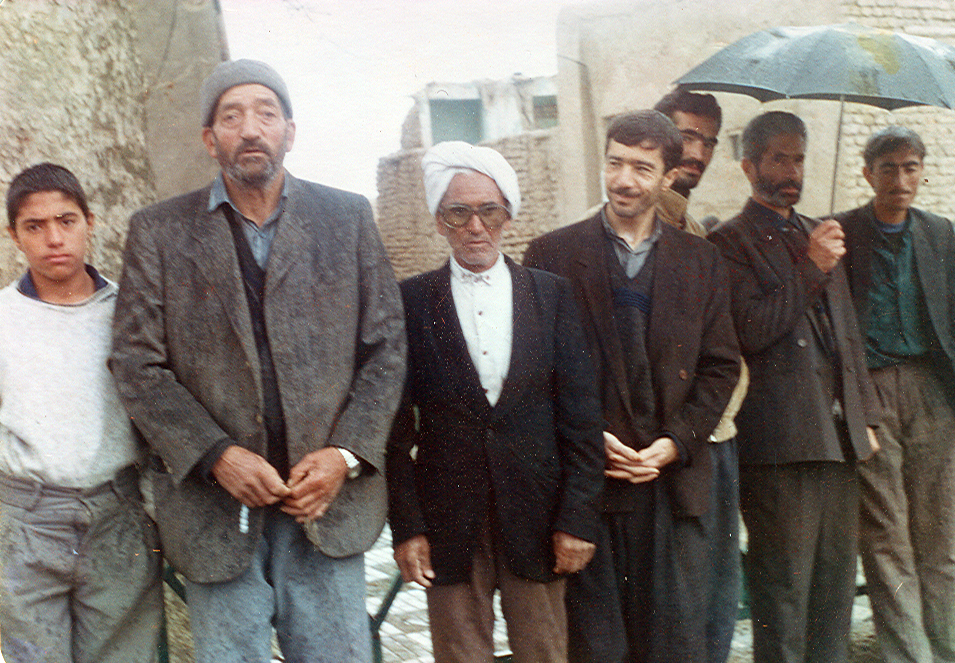
مردم قدیم حاجی‌آباد
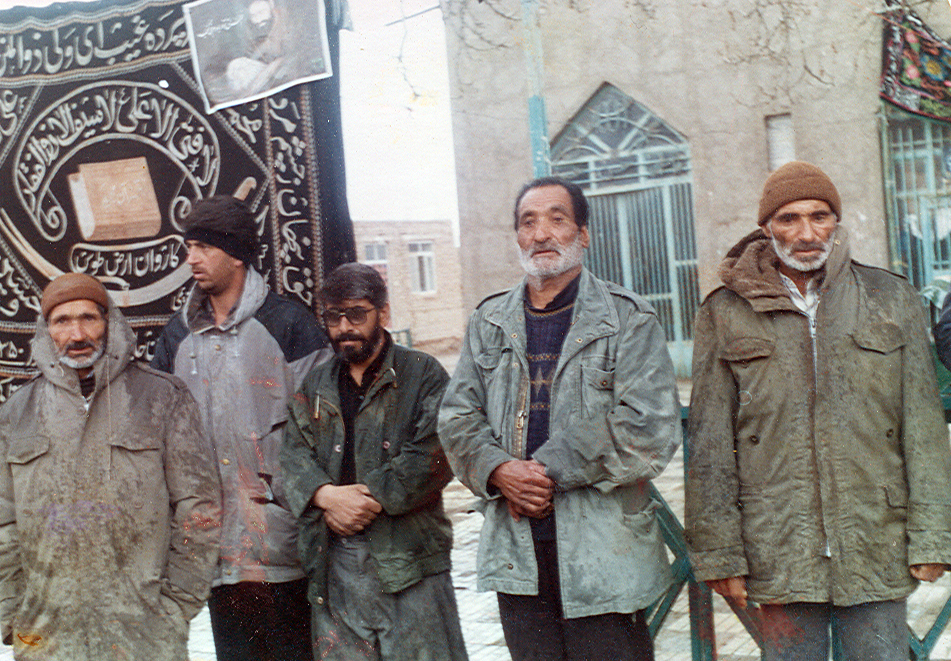
مردم قدیم حاجی‌آباد
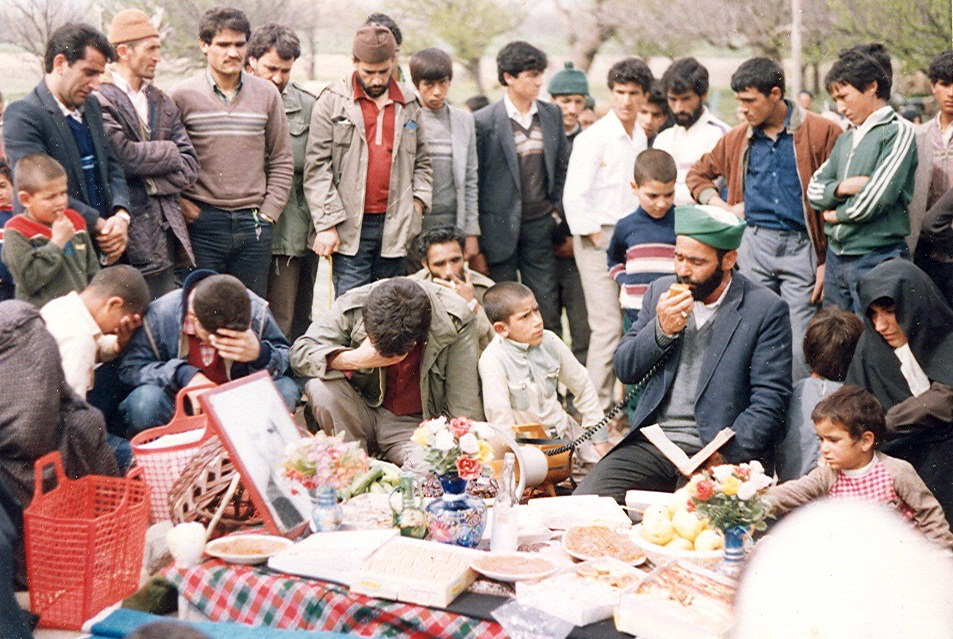
مردم قدیم حاجی‌آباد
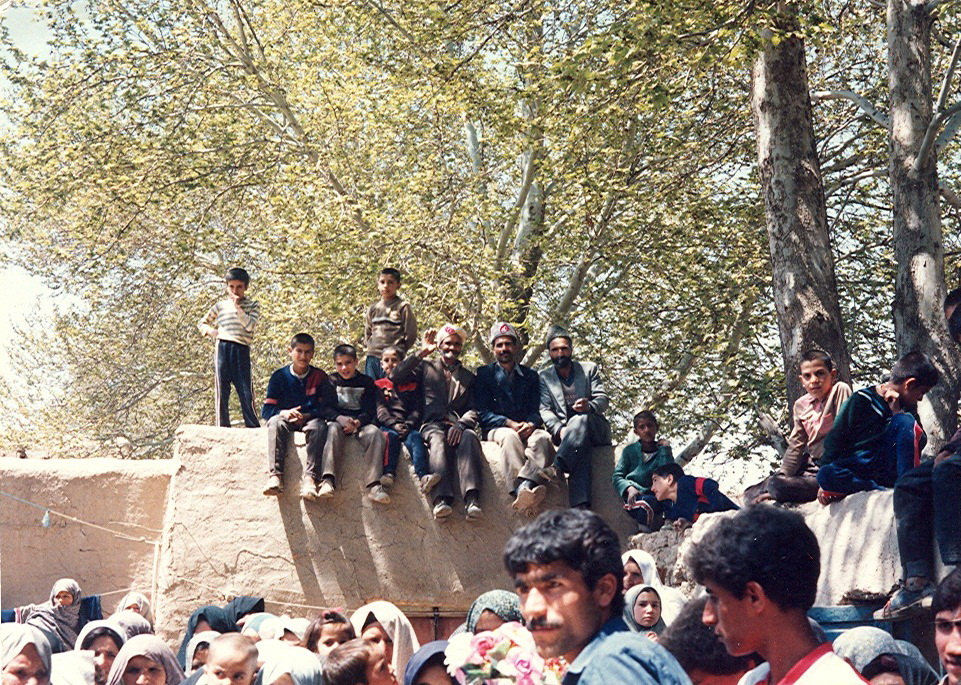
عروسی قدیم روستای حاجی‌آباد
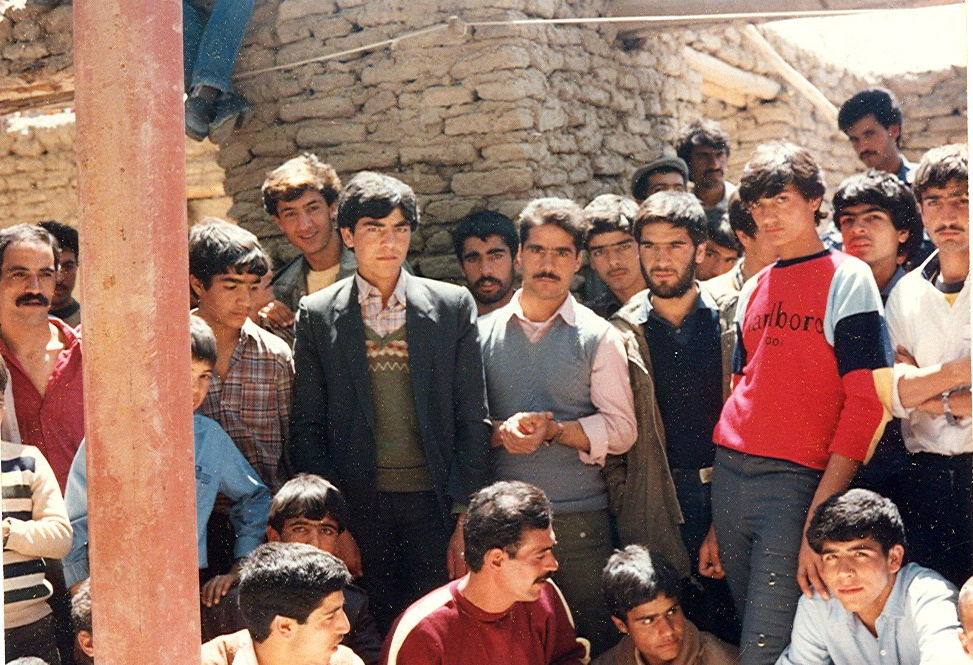
عروسی قدیم روستای حاجی‌آباد
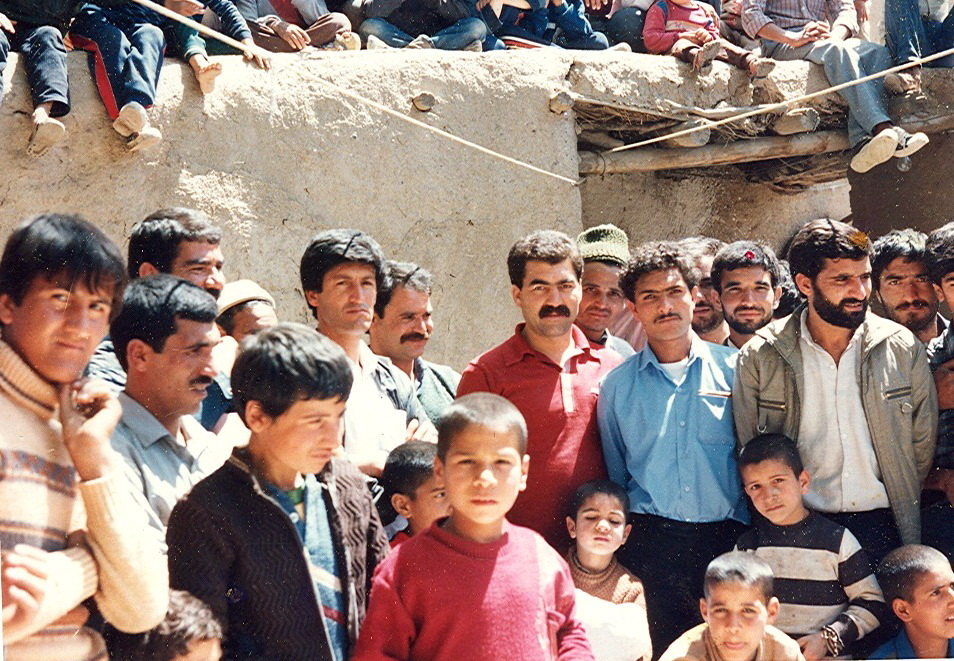
عروسی قدیم روستای حاجی‌آباد